# Xác ướp

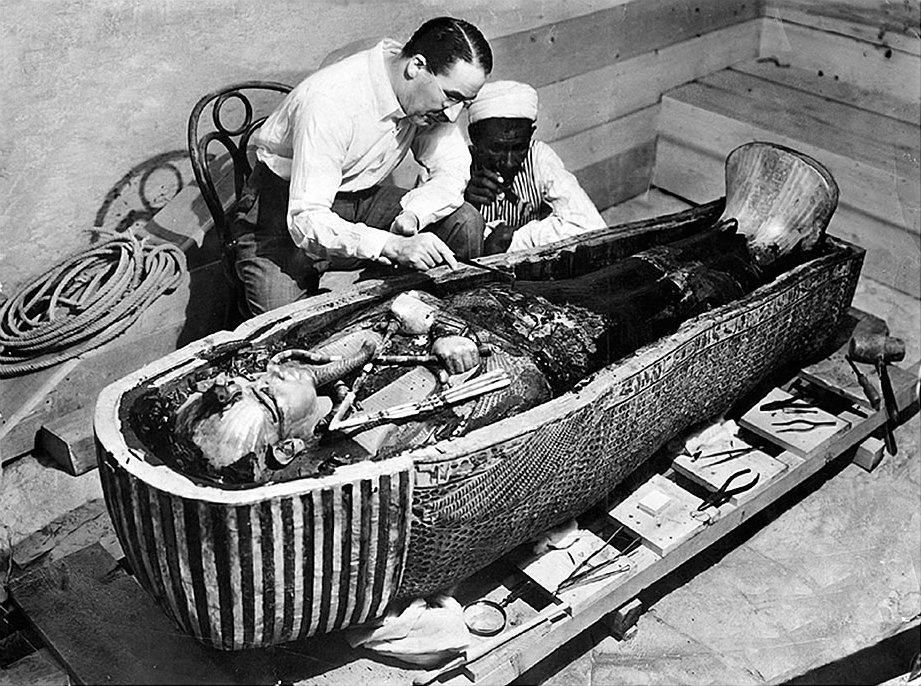
Howard Carter kiểm tra quan tài trong cùng để xác ướp vua Tutankhamun

Xác ướp là một người hoặc động vật có da với các cơ quan đã được bảo quản bằng cách tiếp xúc cố ý hoặc ngẫu nhiên với hóa chất, ở nhiệt độ cực lạnh (vùng núi cao hoặc 2 địa cực), độ ẩm rất thấp, hoặc thiếu không khí khi cơ thể đang chìm trong đầm lầy, khi đó quá trinh phân huỷ cơ thể sẽ bị ức chế hoặc dừng hẳn. Một số tác giả giới hạn xác ướp chỉ với việc ướp xác dùng các hóa chất, nhưng thuật ngữ này đã được sử dụng từ năm 1615.
Xác ướp của người và các động vật khác đã được tìm thấy trên toàn thế giới, cả hai được xem như là một quá trình bảo tồn tự nhiên nhờ các điều kiện bất thường của thiên nhiên, được xem là hiện vật văn hóa, có giá trị lịch sử và khảo cổ lớn. Hơn một triệu xác ướp động vật được tìm thấy ở Ai Cập, trong đó có nhiều mèo. Một trong những xác ướp tự nhiên lâu đời nhất là một cái đầu người bị cắt đứt vào khoảng 6.000 năm trước, được tìm thấy vào năm 1936 tại địa điểm có tên là Inca Cueva, Nam Mĩ.
Ngoài các xác ướp nổi tiếng của Ai Cập cổ đại, ướp xác có chủ đích là một phong tục của nhiều nền văn hóa cổ đại trong khu vực Nam Mỹ và Châu Á có khí hậu khô, hanh. Hiện nay có khoảng hơn 1.000 xác ướp đã được tìm thấy ở Tân Cương, Trung Quốc. Các xác ướp cổ nhất được ướp bằng quy trình là một đứa trẻ, một trong những xác ướp Chinchorro tìm thấy trong thung lũng Camarones, Chile có niên đại khoảng năm 5.050 trước Công nguyên.

## Từ nguyên

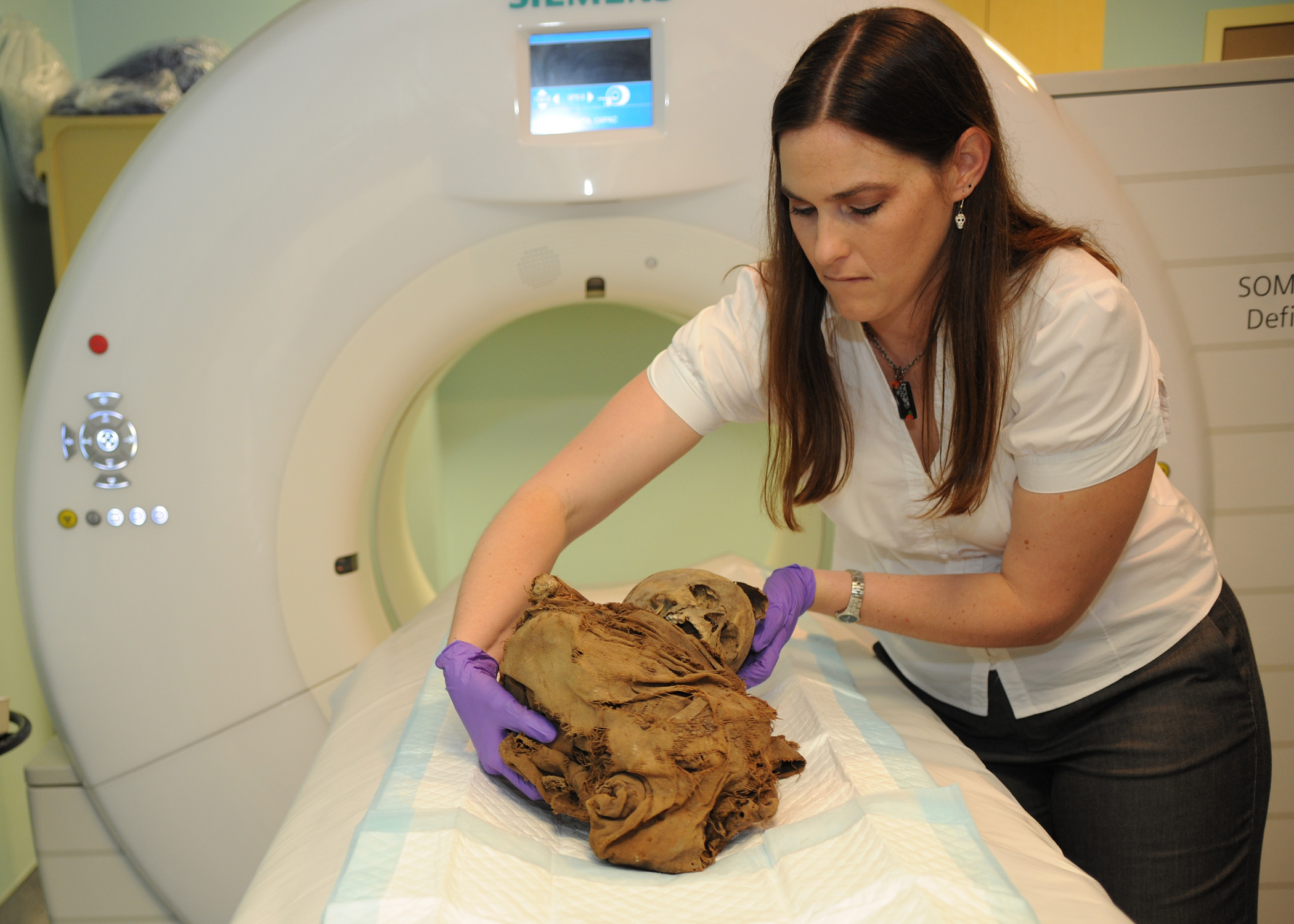
Một xác ướp trẻ em Peru 550 tuổi đang chuẩn bị chụp CT

Từ mummy trong tiếng Anh có nguồn gốc từ tiếng Latin thời Trung Cổ là mumia, một từ mượn trong tiếng Ả Rập là từ mūmiyyah (مومية), có nghĩa "bitum". (Bởi vì da của những xác ướp không được bọc bị đen đi nên trước kia mọi người cho rằng người Ai Cập cổ đã dùng bitum trong quá trình ướp xác. Nhựa đường và hắc ín là những dạng khác của bitum.) Từ này trong tiếng Ả Rập cũng được mượn từ trong tiếng Ba Tư là từ mūmiya, có nghĩa "bitum"; nó lại liên quan tới một từ khác trong tiếng Ba Tư, mūm, có nghĩa "sáp". (Các nhà sử học Ai Cập cổ đại ghi nhận rằng người Ba Tư thỉnh thoảng ướp xác các vị vua và các nhà quý tộc trong sáp ong, dù hành động này chưa bao giờ được ghi chép tại Ai Cập).

## Các kiểu xác ướp

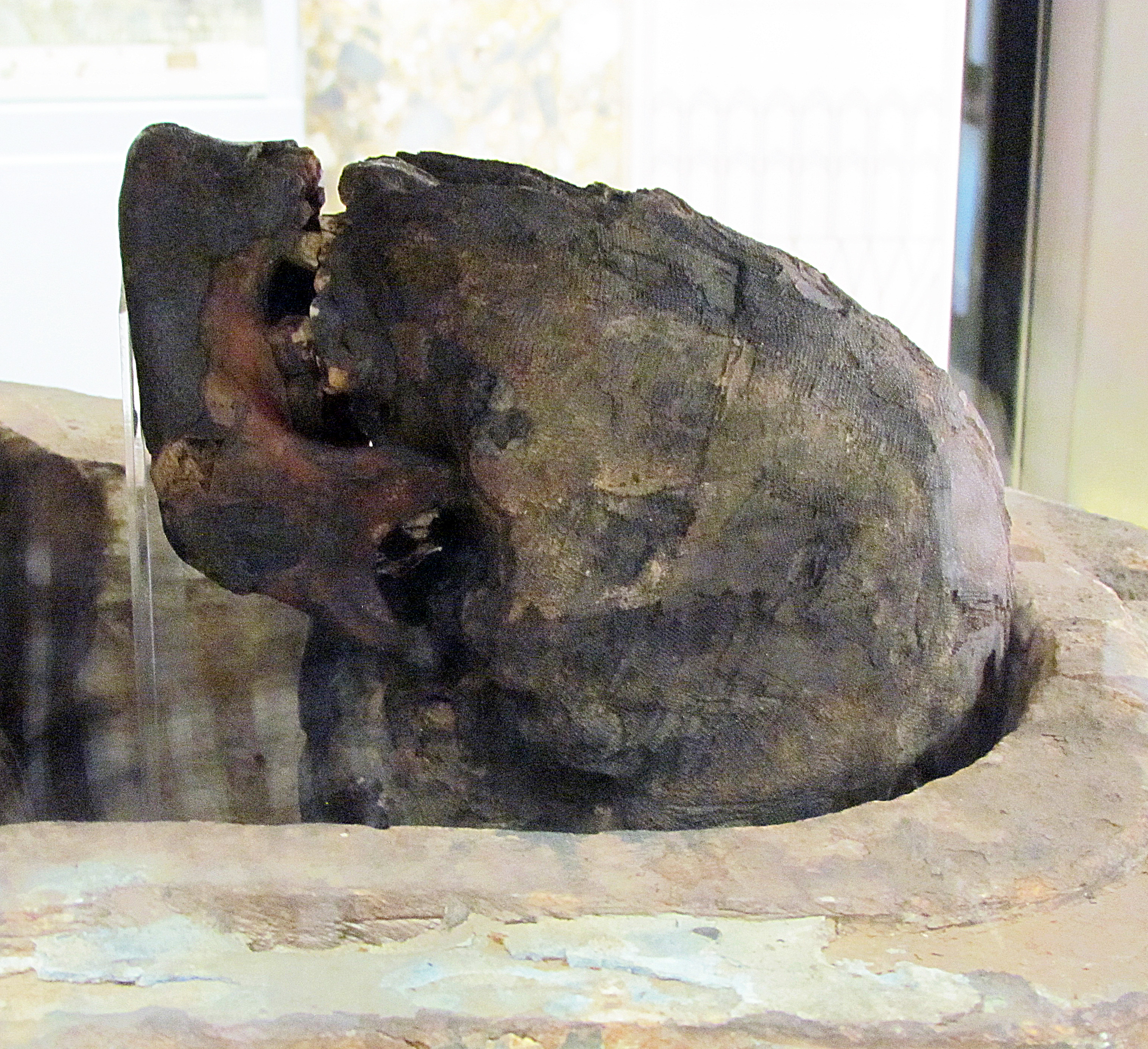
Đầu xác ướp Nefer-Renepet tại Bảo tàng Quốc gia Serbia

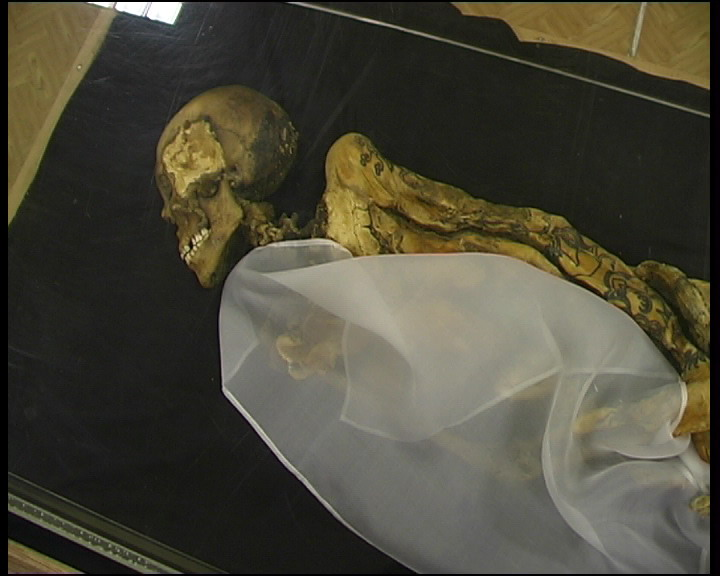
Xác ướp Công chúa Ukok, được tìm thấy vào năm 1993 trong một Kurgan ở cao nguyên Ukok xa xôi ở Cộng hòa Altai ở Nga

### Các xác ướp được bảo quản theo "nghi thức" có chủ định
Các xác ướp nổi tiếng nhất là những xác được ướp một cách có chủ định với mục đích bảo quản cụ thể, đặc biệt là những xác ướp Ai Cập cổ đại. Văn hóa Ai Cập tin rằng thân thể là nơi trú ngụ cho linh hồn, người Ai Cập gọi là: Ka và đó là phần chủ chốt của con người trong kiếp sau. Tại Ai Cập, xác được ướp theo cách mổ bụng, bỏ đi nhiều phần nội tạng. Sau đó thân thể được bao phủ bằng natron, để tăng tốc quá trình khử nước, làm bốc hơi hết hơi nước, độ ẩm cơ thể, và ngăn chặn phân huỷ.
Tại Trung Quốc, các thân xác được bọc trong quan tài bằng cây bách và những loại thảo mộc có dược tính khác.

### Các xác ướp được bảo quản tự nhiên
Các xác ướp được hình thành như là kết quả của một quá trình trong điều kiện môi trường tự nhiên, như rất lạnh (người băng Ötzi), axít (người Tollund) hay được làm khô tự nhiên đã được tìm thấy ở nhiều nơi trên thế giới. Một số xác được bảo quản trong tình trạng rất tốt trong điều kiện tự nhiên và có niên đại từ thời Inca ở Peru.

## Các xác ướp ở Ai Cập cổ đại

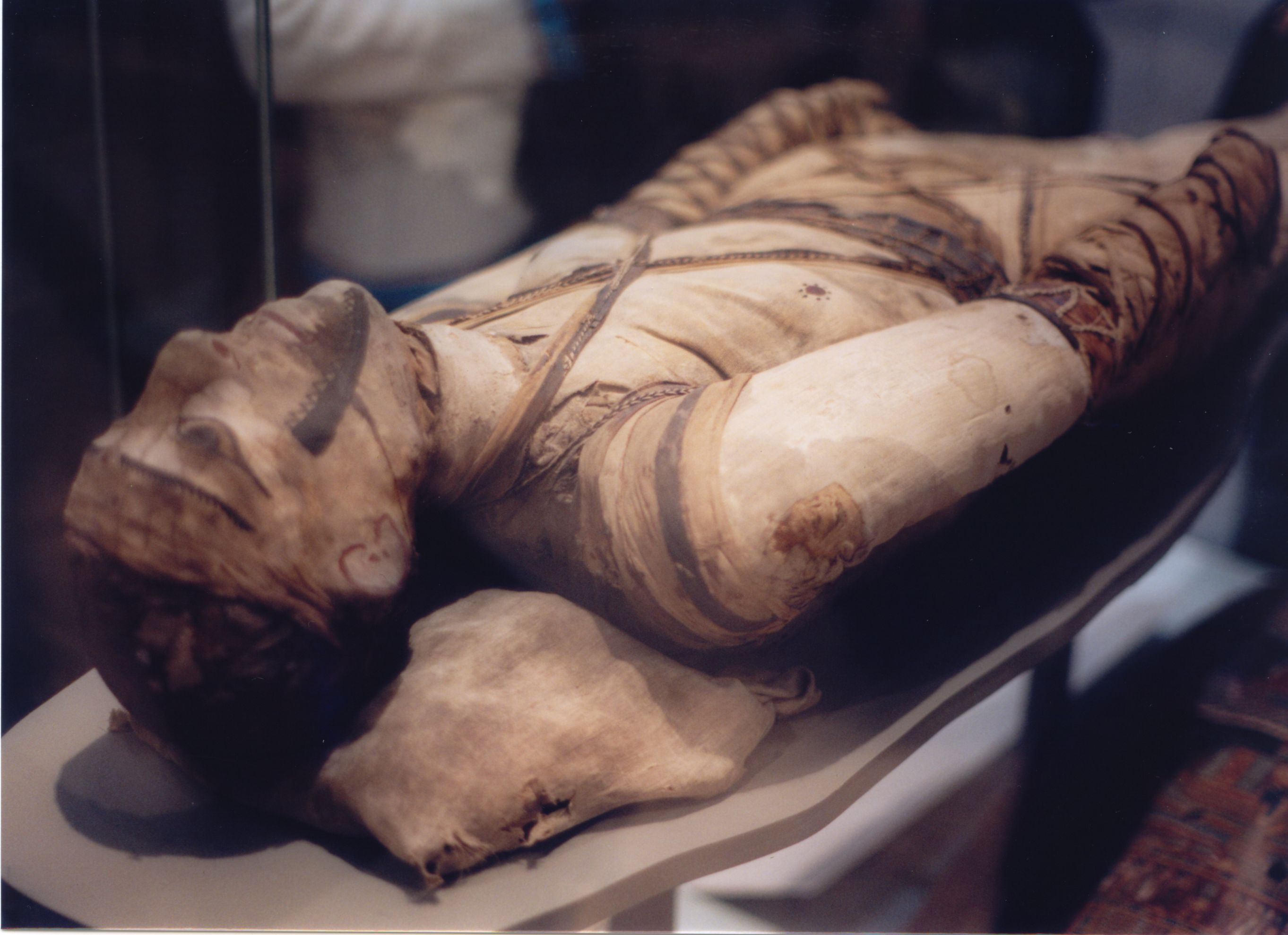
Xác ướp Ai Cập trong Viện bảo tàng Anh

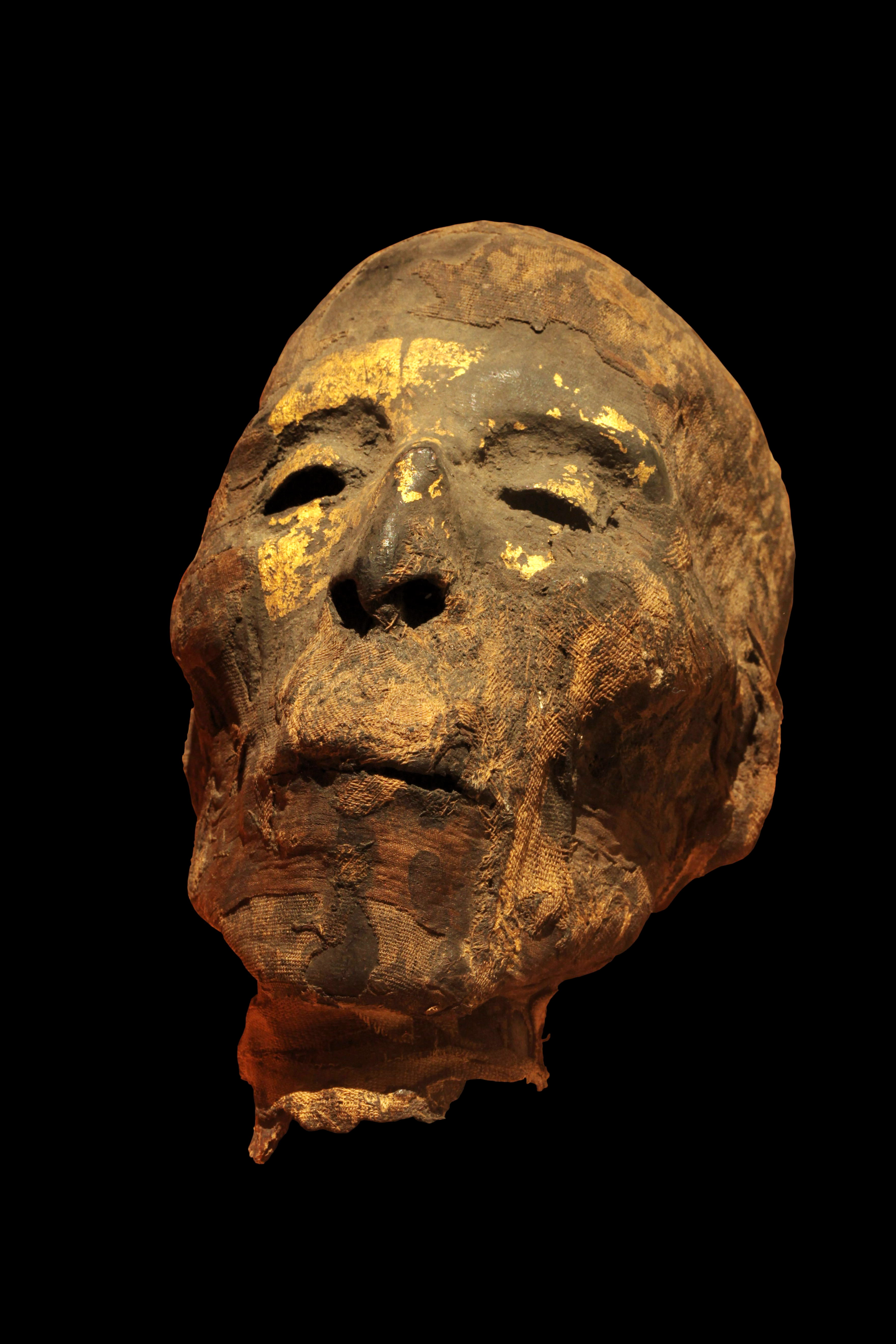
Đầu của một xác ướp Ai Cập thời La Mã cổ đại, phủ vàng hoặc electron

Xác ướp này ban đầu được cho là của một người phụ nữ sống ở thời kỳ Ai Cập thuộc La Mã. Sau khi chụp X quang người ta mới biết đây là xác ướp của một nam vũ công.
Ở Ai Cập, người chết ban đầu không được ướp xác theo quy trình từng được sử dụng trong triều đại đầu tiên. Lúc đầu người chết được bỏ trong những giỏ sậy và vùi xuống cát. Cát khô nóng làm cho xác người khô đi nhanh chóng, ngăn chặn sự phân huỷ. Sau này, họ bắt đầu xây dựng những hầm mộ bằng gỗ, và những quy trình ướp xác kỹ lưỡng hơn bắt đầu được phát triển để đảm bảo rằng xác chết sẽ không bị phân huỷ ở kiếp sau. Những người được ướp xác được đặt ở nơi yên nghỉ cuối cùng theo một tập hợp những nghi thức và tục lệ.
Những cá nhân đầu tiên "được ướp xác" có niên đại từ khoảng năm 3300 TCN, dù đó không phải là những xác ướp nổi tiếng như Rameses II hay Seti I. Xác ướp này hiện vẫn chưa chính thức được biết là của ai, đang được trưng bày trong Viện bảo tàng Anh và đã được đặt tên hiệu là 'Ginger' bởi vì xác có mái tóc đỏ. Ginger được chôn trong cát nóng xa mạc, có lẽ được chồng đá lên trên để ngăn thân thể bị chó rừng xâm hại. Những điều kiện thời tiết khô và nóng, đã sấy khô và bảo quản xác. Ginger được chôn với một số chậu gốm, có lẽ trước kia để đựng thức ăn và nước uống để linh hồn sử dụng trên đường đi đến thế giới bên kia. Không có những ghi chép nào về tôn giáo ở thời đại đó, nhưng có lẽ nó cũng giống với tôn giáo Ai Cập về sau này ở một số điểm. Các điều kiện thời tiết sa mạc là một sự thực về cuộc sống và cái chết, vì thế, trong bất kỳ trường hợp nào, một số sự bảo quản thân thể có thể là tự nhiên.
Từ triều đại Ai Cập đầu tiên về sau này, những người cổ đại Ai Cập hiển nhiên tìm cách giữ gìn thể xác của người chết, nhờ thế linh hồn của họ có một thân thể hướng dẫn họ tới kiếp sau.
Người Ai Cập cũng mở rộng cả việc ướp xác cho những con vật. Những con vật linh thiêng dành cho thờ cúng như cò quăm, diều hâu, cá sấu và mèo được ướp xác với số lượng lên tới hàng triệu.

### Hoàn cảnh lịch sử của các xác ướp Ai Cập cổ đại
Thời tiết khô ở Ai Cập luôn góp phần giúp đỡ vào việc bảo quản các xác ướp, vì đây là một trong những vùng khô nhất thế giới. Ở thời trước khi xuất hiện các vương triều, nhiều thân thể đã trở thành các "xác ướp tự nhiên". Những thân thể bị chôn xuống vẫn có thể được tìm thấy sau nhiều thế hệ và được bảo quản trong tình trạng tốt. Những xác khô được bảo quản tốt không phải là thứ được xã hội coi là thẩm mỹ, vì thế họ bắt đầu thay đổi lại quá trình ướp xác và quấn xác người trong những dải vải lanh rất chặt. Cùng lúc ấy, họ bắt đầu bỏ đi những phần nội tạng để đảm bảo rằng xác ướp không bị phân huỷ từ bên trong, và sẽ tiếp tục hiện diện được trước thượng đế cũng như các thế hệ tương lai. Người Ai Cập không cho đó là sự khủng khiếp hay sự rùng rợn. Cái chết cũng có nghĩa đẹp. Các xác ướp tiếp tục được chuẩn bị và quấn lại thành một gói đẹp đẽ giống như ở thời Thiên chúa giáo.

### Các xác ướp Ai Cập với tư cách nghệ thuật cổ đại
Việc nghiên cứu ướp xác người với mục đích giữ gìn xác rất khác biệt so với việc nghiên cứu ướp xác với mục đích nghệ thuật. Những xác ướp ban đầu phản ánh kiểu cách của thời các triều đại. Những xác ướp sau này có thể được phân loại theo tiến trình thay đổi văn hoá khi các nước khác chinh phục Ai Cập (nghĩa là Nubia, Hy Lạp) và áp đặt một số ảnh hưởng nghệ thuật. Những xác ướp rất muộn về sau này, ở thời Rôma và Thiên chúa giáo (tới năm 250) trên thực tế có một bức tranh vẽ lại khuôn mặt lúc sống trên một vùng phẳng bên trên mặt người chết. Những xác ướp "có chân dung" đó được coi là những bức chân dung ở trình độ cao nhất thời Rôma.
- Xem Viện bảo tàng Nghệ thuật Thủ đô (Metropolitan Museum of Art), hay tìm: Triển lãm đặc biệt về "Những khuôn năm thời cổ đại" MMoA năm 2001 (MMoA "Ancient Faces" Special exhibit 2001).

### Quá trình ướp xác của người Ai Cập

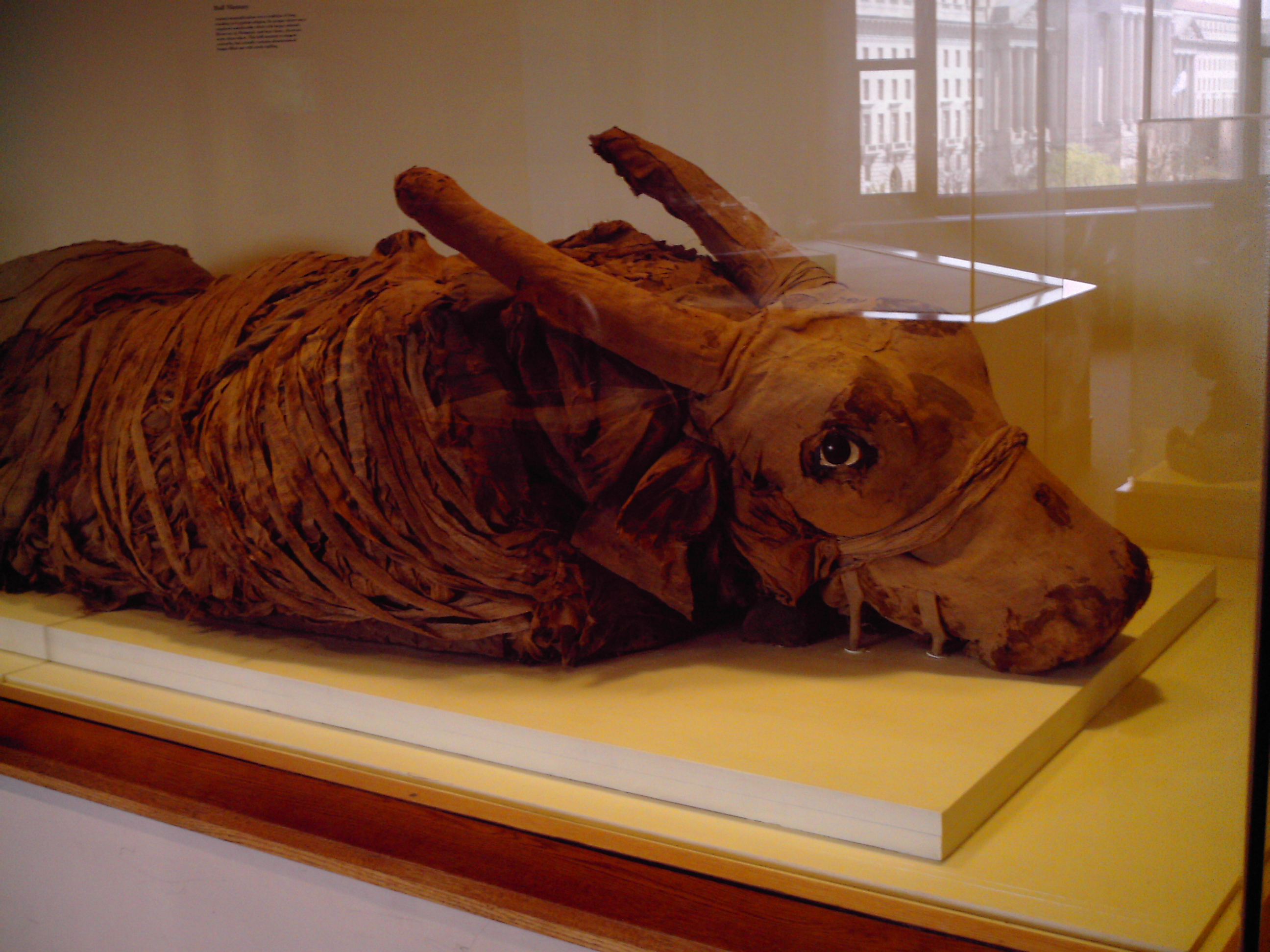
Xác ướp của một con bò tại Viện bảo tảng lịch sử tự nhiên quốc gia

#### Herodotus, người chứng kiến việc ướp xác Ai Cập cổ đại
Herodotus, sử gia nổi tiếng Hy Lạp cổ đại, sống vào thế kỷ thứ 5 TCN, được mệnh danh là "Cha đẻ của môn sử học." Ông chu du nhiều nơi và thu thập các nguồn sử liệu để viết nên quyển sách lịch sử "Historial", ông từng đến Ai Cập vào khoảng năm 450 TCN và đã chứng kiến việc ướp xác của người Ai Cập bấy giờ. Theo Herodotus:
"Trong một quy trình ướp xác cẩn thận nhất, trước hết, người ta moi não ra qua hốc mũi bằng một cái móc sắt. Tiếp đến, họ dùng mũi dao nhọn bằng đá vỏ chai để rạch một đường ở bên hông, rồi lôi tất cả các cơ quan nội tạng ra qua vết rạch ấy. Sau đó họ lau sạch khoang nội tạng, súc rửa nó bằng rượu quả cọ... Họ lại lấy natron phủ lên xác trong đúng 70 ngày để làm xác khô đi. Hết 70 ngày đó, họ lại lau rửa cho xác chết, rồi quấn bọc nó từ đầu đến chân trong những lớp vải lanh mịn tẩm nhựa thông."— Herodotus

#### Quy trình ướp xác
Những người ướp xác có trách nhiệm bảo quản xác người chết. Không chỉ làm việc dựa trên sự hiểu biết của họ về giải phẫu người, mà còn phải thực hiện các nghi lễ theo từng giai đoạn trong quá trình ướp. Rất đáng chú ý rằng chính người Ai Cập coi việc ướp xác là linh thiêng và bí mật vì thế họ không ghi chép lại quá trình thực hiện của mình mà chỉ có những ghi chép của những người quan sát bên ngoài.
Ngay sau khi một người chết, thân thể họ nhanh chóng được đưa tới cho những người ướp xác để ngăn chặn sự thối rữa sớm. Một quá trình ướp xác tiêu biểu tốn 70 ngày trong đó những người thợ lành nghề phải chạy đua để hoàn thành xây dựng lăng mộ.
Bước đầu tiên trong quá trình ướp xác của người Ai Cập cổ đại là bỏ tất cả các cơ quan nội tạng thường có xu hướng thối rữa sớm nhất. Não được lấy ra bằng cách đập vỡ xương ở cuối mũi bằng một cái đục và nhét một cái móc đặc biệt vào lỗ mũi đến tận sọ. Sau đó ngoáy cái móc để làm vỡ não. Não đã lỏng được rót ra ngoài sọ qua đường mũi bằng cách nghiêng sọ sang từng phía một.

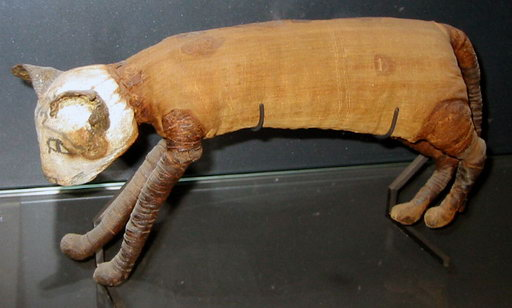
Xác ướp một con mèo từ thời Ai Cập cổ đại tại Viện bảo tàng Louvre, Paris

Những người ướp xác cũng bỏ dạ dày, gan, phổi và ruột thông qua một vết rạch nhỏ bên trái bụng. Theo Herodotus, người rạch bụng sau đó sẽ bị đuổi ra ngoài, vì họ cho rằng thân thể con người là một vật linh thiêng vì thế việc gây hại đến nó là tội ác. Trái tim vẫn được đặt chỗ cũ bởi vì người Ai Cập cho nó là trung tâm của thể xác. Các phần nội tạng bị lấy ra từ bụng được cất vào một trong cái gọi là canopic jar (bình kín), làm theo kiểu bốn người con trai của Horus, để bảo vệ các nội tạng, và đặt nó vào trong mộ trong thời gian diễn ra nghi lễ chôn cất. Bốn chiếc bình kín tạo hình thek bốn người con của thần Horus là: Thần Imsety đầu người bảo vệ buồng gan, Thần Qebehsenuef đầu chim ưng bảo vệ bộ ruột, Thần Hapy khỉ đầu chó bảo vệ hai lá phổi, và Thần Duamutef đầu chó rừng bảo vệ dạ dày. Bốn chiếc bình được đựng trong một chiếc rương đặc biệt gọi là rương canopic. Người Ai Cập cổ đại tin rằng người chết cũng cần nội tạng để sống ở thế giới bên kia. Bởi vì lúc ấy con người vẫn chưa biết đến chức năng của não, nên nó bị bỏ đi. Ở các triều đại sau này, những cơ quan nội tạng trong bụng được xử lý, gói lại rồi lại được nhét vào trong xác nhưng các canopic jar không được sử dụng tới vẫn được đặt vào trong mộ. Cụ thể là từ khoảng những năm 1100 TCN, chiếc rương canopic trong mộ của Nữ hoàng Nodjmet hoàn toàn trống rỗng, bởi nội tạng đã được ướp và đặt lại luôn vào cơ thể của bà.
Sau đó xác được tắm bằng rượu cọ. Nhờ nồng độ cồn cao của nó, nó sẽ tiêu diệt đa số vi khuẩn đã bắt đầu sinh sôi trong xác chết ở thời gian đó. Vi khuẩn làm phân hủy xác chết, việc tắm xác bằng rượu cọ giúp ngăn chặn việc phân hủy  do vi khuẩn gây ra.
Sau đó, mọi hơi ẩm phải bị loại trừ khỏi xác bằng cách nhét những túi lanh đựng natron (một kiểu muối có ở trên bờ Hồ Wadi Natrun) vào trong ổ bụng thông qua đường rạch. Phần còn lại của xác sau đó được phủ đầy natron và đặt ở chỗ nóng. Kết quả là xác khô đi, nhưng vẫn giữ được hình hài. Một miếng kim loại có hình Con mắt của Horus (gọi là wedjat) được đặt lên trên vết rạch ở bụng để gắn nó lại về hình thức.
Cuối cùng, xác được bọc bằng nhiều tấm vải lanh, một số tấm có gắn bùa chú để giúp người chết trên đường đi sang thế giới bên kia. Sau nhiều công đoạn bọc, xác được phủ bằng nhựa thông nóng, trước khi lại bọc tiếp. Lớp nhựa để đảm bảo các lớp lớp lanh sẽ nằm yên vị. Có lẽ nhựa được pha trộn thêm hương liệu và nhựa thơm.
Để bảo vệ xác chết tốt hơn nữa, những bùa chú được đặt ở những vị trí đặc biệt của xác giữa các lớp bọc. Chúng gồm:
- Ankh
- Scarab
- Djed-Djed pillar
- Pectoral

### Những nghi lễ chôn cất của người Ai Cập

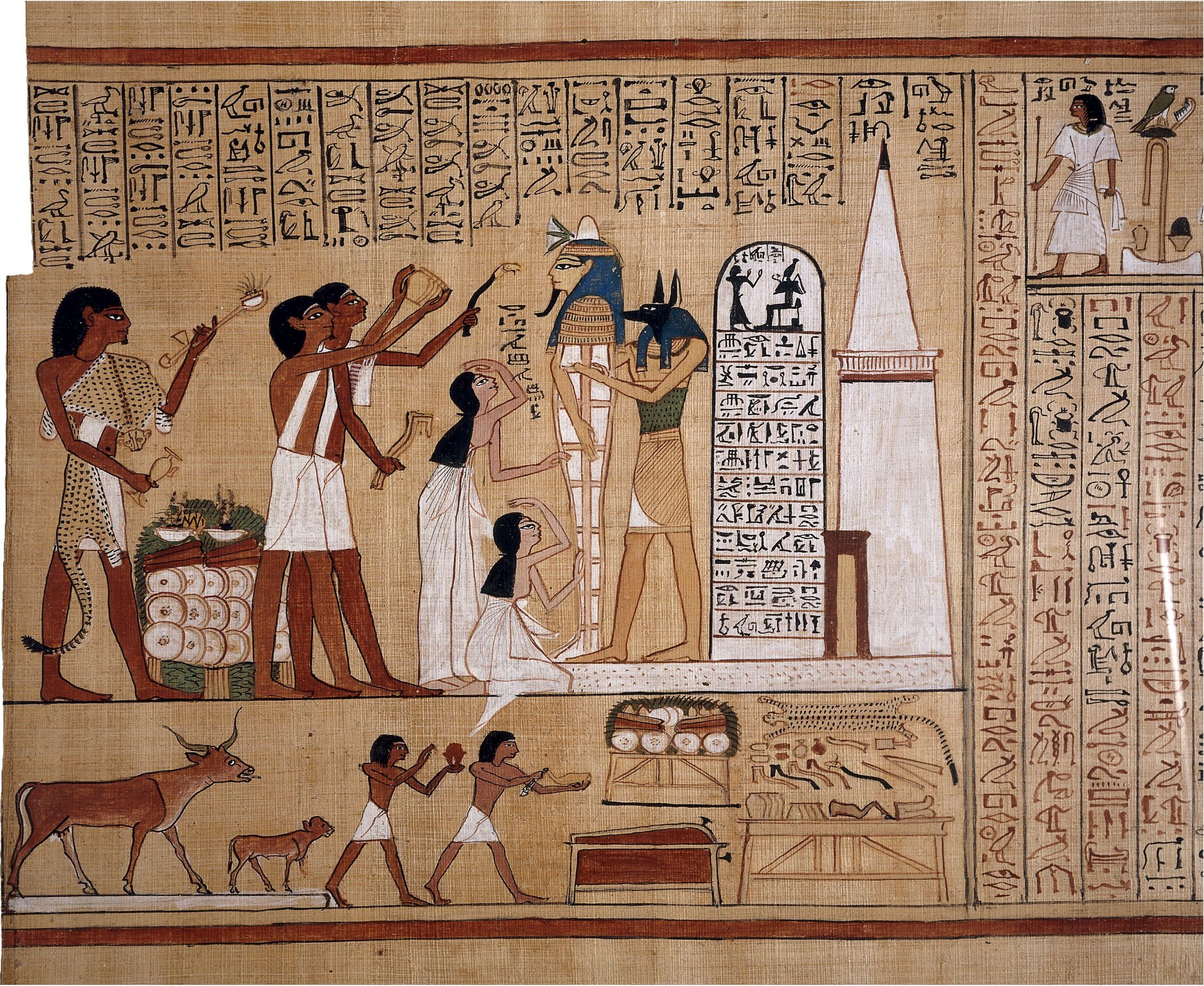
Nghi lễ mở miệng xác ướp, thầy tế (ngoài cùng bên trái) mặc áo da báo và cầm những vật thiêng để chạm vào miệng xác ướp. Những người phụ nữ mặc trang phục trắng là những người khóc mướn, đằng sau xác ướp là một thầy tế khác mang chiếc mặt nạ đầu chó rừng, biểu tượng của thần Anubis

Cuối cùng xác ướp sẽ được chôn theo nhiều cách tương xứng với vị thế xã hội của người chết. Những cá nhân thuộc tầng lớp thấp chỉ được ướp xác một cách đơn giản và bỏ vào một hầm mộ sơ sài hay bên rìa của một hầm mộ lớn. Những người ở tầng lớp trên sẽ được chôn cất rất kỹ lưỡng trong hầm mộ có trang trí, dù có lẽ không phải là quan tài đá. Những người ở cấp bậc cao nhất, như các pharaon, sẽ được chôn trong quan tài nhiều lớp và quách đá, và thường được trau chuốt rất tỉ mỉ. Có lẽ lễ nghi chôn cất quan trọng nhất là lễ mở miệng. Một thầy tế chạm vào miệng xác ướp hay quan tài bằng những vật linh thiêng như chiếc rìu, cái móc, làm hành động mô phỏng như mở miệng xác ướp. Người Ai Cập cổ đại tin rằng hành động đó sẽ giúp xác ướp có thể thở và nói chuyện trong cuộc sống tiếp sau.

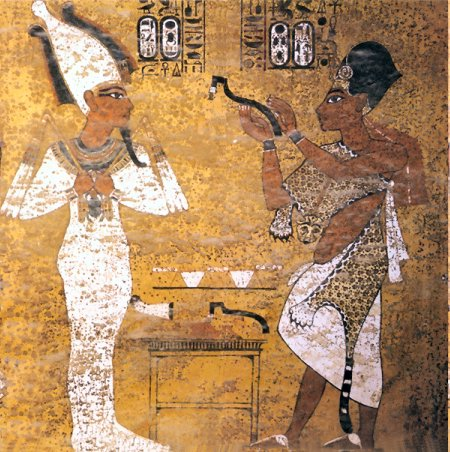
Ay (bên phải) đang cầm một chiếc rìu lưỡi vòm, thực hiện nghi lễ mở miệng cho xác ướp của Tutankhamun

Trong lăng mộ KV62 của Tutankhamun có một bức tranh tường vẽ cảnh Tể tướng Ay đang thực hiện nghi thức mở miệng cho xác ướp Tutankhamun quá cố.

## Các xác ướp ở những nền văn minh khác

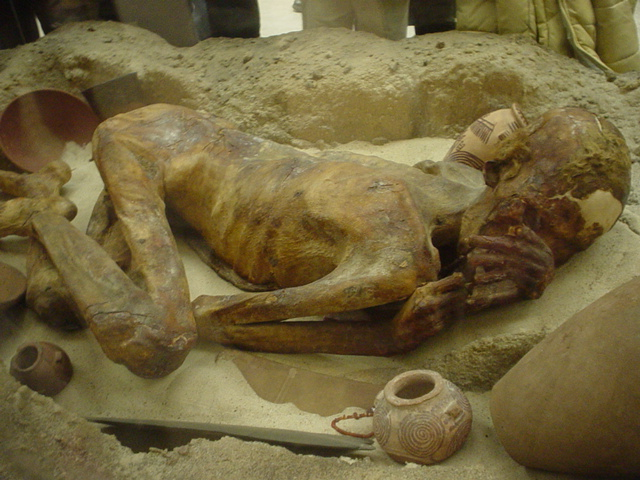
Một trong số sáu xác ướp Gebelein, hiện trưng bày ở Viện bảo tàng Anh

Xác ướp không chỉ là nét độc đáo riêng chỉ có ở Ai Cập, tập tục ướp xác đã xuất hiện ở nhiều nền văn minh khác nhau trên thế giới, mỗi nơi lại có một nét riêng. Rất nhiều xác ướp đã được phát hiện, trong số đó còn có những xác ướp do bàn tay của tự nhiên tạo ra, không do mục đích của con người.
Một số nền văn minh cũng thực hiện nghệ thuật ướp xác:
- Aztec
- Inca, (xem Xác ướp Juanita), một hành động cũng được những bộ tộc bị họ chinh phục chấp nhận, ví dụ Chachapoyas
- Nhật Bản, xem liên kết ngoài Buddhist mummies in Japan, PubMed.
- Tây Tạng, ướp xác để vinh danh những người đạt tới mức cao nhất của khai sáng
- Thiên chúa giáo; trong nhiều thế kỷ, những người chết được ướp xác, dù trong những thời Giáo hoàng gần đây không còn được thực hiện nữa[cần dẫn nguồn].

### Trung Quốc

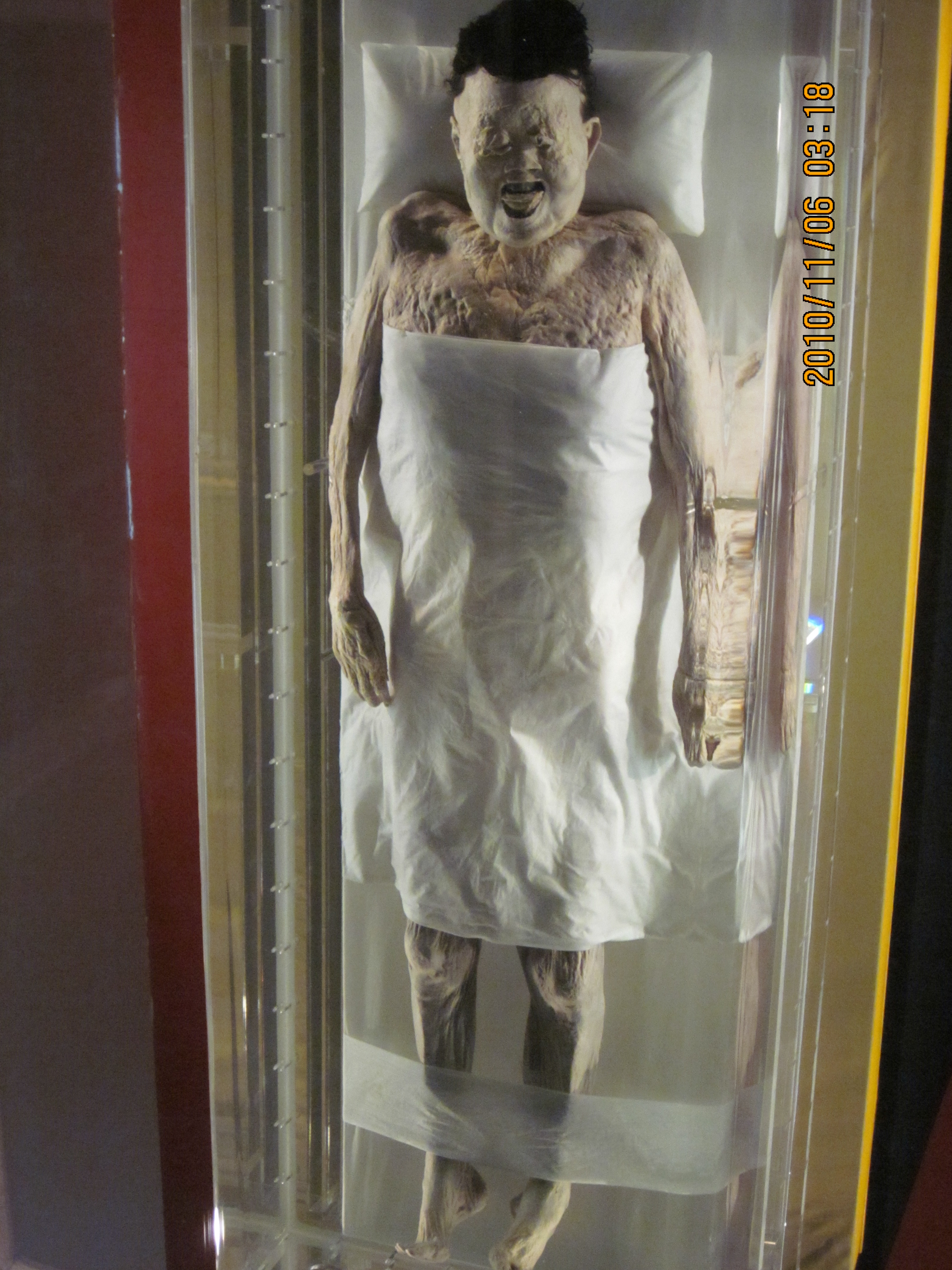
Xác ướp Tân Truy phu nhân đời nhà Hán. Các nhà khoa học tìm thấy 138 hạt dưa trong dạ dày của bà, bà qua đời do bệnh tim không lâu sau khi ăn dưa hấu

Các xác ướp từ các triều đại khác nhau trong lịch sử Trung Quốc đã được tìm thấy ở nhiều địa điểm khác nhau trên khắp lãnh thổ nước này. Đa số chúng là các xác ướp không có chủ ý, chỉ vô tình trở thành xác ướp do điều kiện chôn cất đặc biệt. Hầu hết các địa điểm phát hiện xác ướp ở Trung Quốc được phát hiện rất khó để bảo quản xác, do khí hậu ấm áp, ẩm thấp của chúng. Điều này làm cho việc phục hồi xác ướp trở nên vô cùng khó khăn, vì việc tiếp xúc với môi trường không khí có thể khiến xác ướp bị phân hủy trong thời gian ngắn.
Một trong số những xác ướp nổi tiếng ở Trung Quốc là xác ướp Tân Truy phu nhân (Xin Zhui), hay còn gọi là Quý bà Đại, phu nhân Đại. Xác ướp được tình cờ phát hiện năm 1970 tại Trường Sa, tỉnh Hồ Nam trong một ngôi mộ lớn. Thi thể của bà được bảo quản hoàn hảo, được bọc trong 20 lớp lụa, lồng vào sáu quan tài được trang trí, ngoài ra còn được phủ chiếu tre và vô số  đồ mai táng chôn theo, xung quanh quan tài chất khoảng 5 tấn than gỗ. Chính than có tính hút ẩm đã giữ cho môi trường xung quanh quan tài luôn khô ráo, không bị vi khuẩn nấm mốc tác động, ngoài ra lụa quấn xác cũng được cho là có tác dụng trong việc bảo quản thi hài. Việc chôn cất hoành tráng cho thấy địa vị xã hội của người được chôn cất. Qua nghiên cứu phân tích người ta biết được Tân Truy phu nhân là vợ một vị quan đời nhà Hán, bà mất khoảng năm 168 TCN khi khoảng năm mươi tuổi. Xác được bảo quản hoàn hảo (nguyên vẹn tóc, các đặc điểm gương mặt, làn da trắng và nội tạng) tới mức người ta có thể tiến hành khám nghiệm tử thi, tìm hiểu nguyên nhân cái chết của bà.

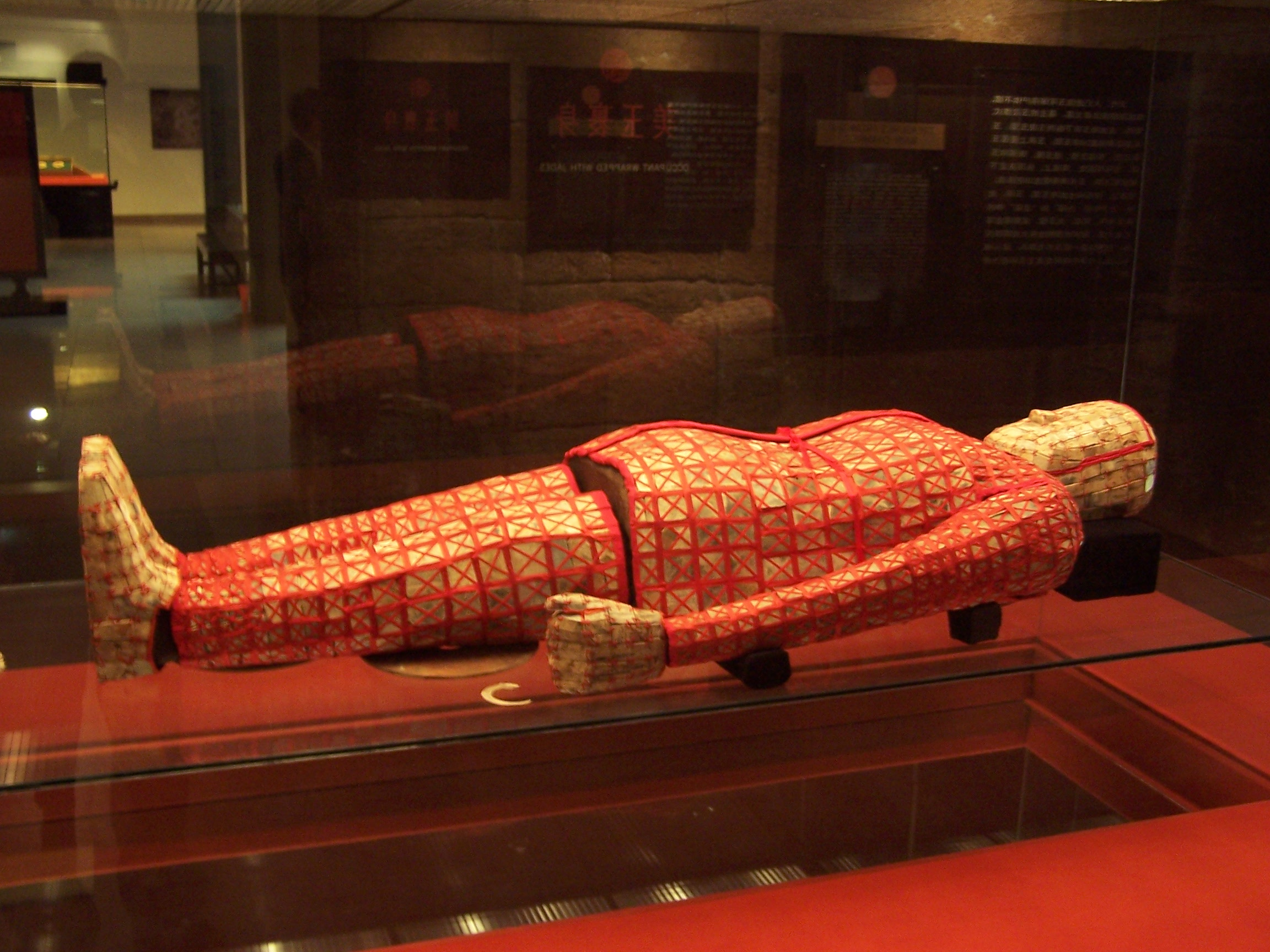
Ngọc y của vua Triệu Văn Vương đời nhà Triệu nước Nam Việt. Thi thể của ông được bọc lụa đỏ và khoác lên bộ quần áo bằng ngọc bích. Một bộ quần áo ngọc bích cần hơn 2500 mảnh ngọc kết với nhau bởi một đội thợ lành nghề trong vòng 10 năm

Người Trung Quốc cổ đại tin rằng ngọc thạch, ngọc bích là những loại đá có quyền năng bảo quản thi thể người chết. Nhiều bậc vua chúa, vương gia,hoàng tộc sau khi chết được táng trong một bộ quần áo bằng ngọc bích kết chỉ vàng. Mặc dù ngọc thạch hay ngọc bích chẳng có công dụng thần kỳ như vậy.  Những bộ quần áo bằng ngọc cầu kì tinh xảo và rất tốn kém, chúng đã tồn tại qua hai thiên niên kỷ đến tận ngày nay, trong khi thân xác người chết bên trong đã tiêu tan từ lâu.

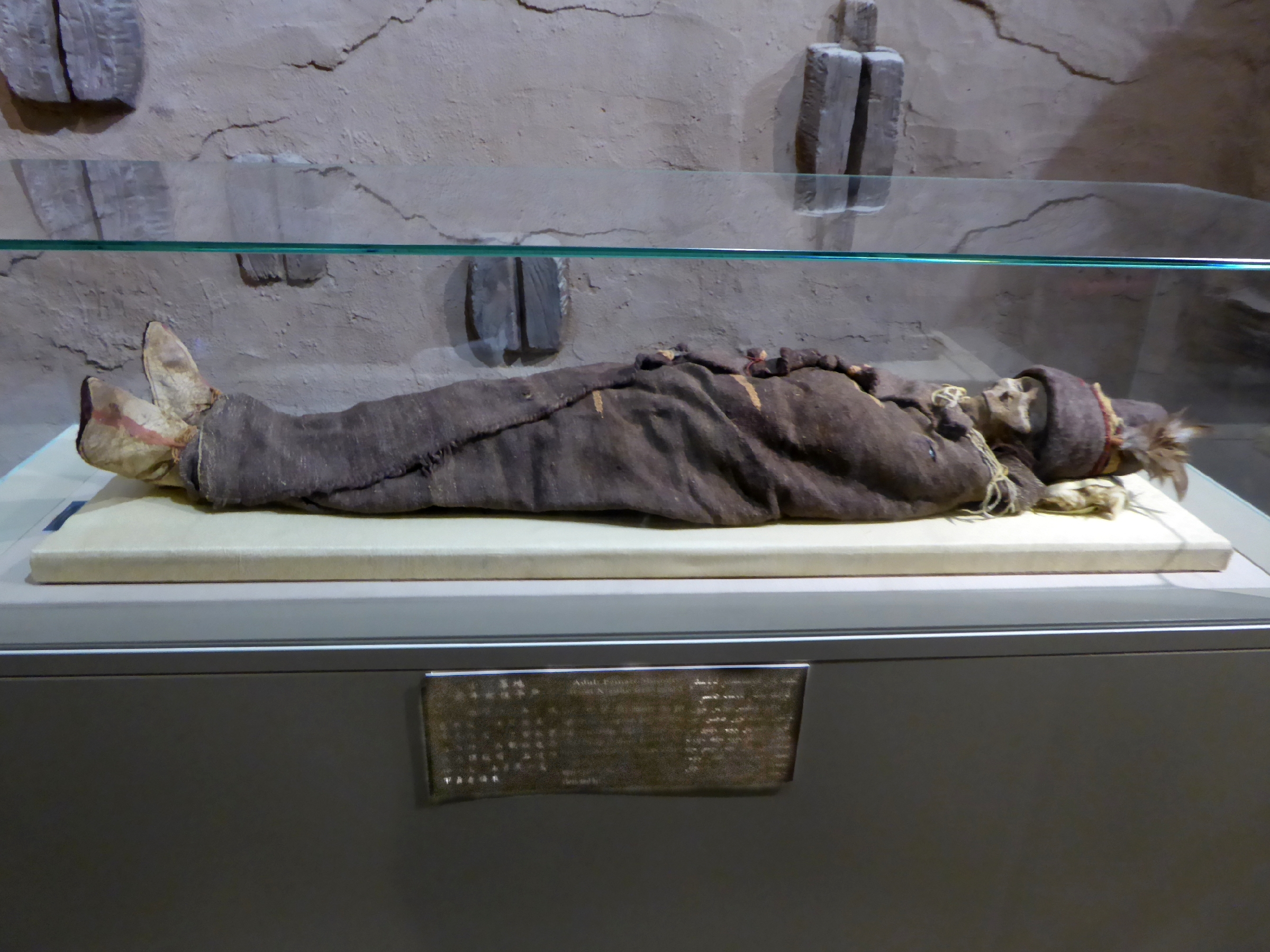
Xác ướp Người đẹp Lâu Lan, một trong số những xác ướp Tarim nổi tiếng nhất. Bà được cho là một công chúa sống vào khoảng năm 1800 TCN

Các xác ướp Trung Quốc theo kiểu Ấn-Âu đã được tìm thấy ở lưu vực Tarim có niên đại sớm từ năm 1800 TCN và cho thấy sự tiếp xúc từ rất sớm giữa Đông và Tây. Có ý kiến cho rằng những xác ướp còn lại đó có thể là tác phẩm của những vị tổ tiên người Tochari thuộc hệ ngôn ngữ Ấn-Âu hiện vẫn đang được sử dụng tại Lưu vực Tarim (Tân Cương ở Trung Quốc ngày nay) đến tận thế kỷ thứ 8 (xem Con đường tơ lụa, phần nói về người Tochari).
Một xác ướp cổ được đặt tên là "người Yingpan đẹp trai" đã được tìm thấy ở tỉnh Tân Cương xa xôi phía tây bắc Trung Quốc. Theo Tân Hoa Xã, những nhà khảo cổ từ Viện khảo cổ Tân Cương đã tìm thấy xác ướp này khi họ mở một quan tài trong một nghĩa địa có niên đại từ 1.900 năm. Xác ướp có mái tóc dày màu nâu, mặt và thân teo lại, da xám và nâu. Râu, lông mày và lông mi có thể thấy rõ ràng, trang phục của xác ướp vẫn còn nguyên vẹn kể cả màu sắc sáng của chúng.
Người đàn ông này, được cho là đã sống ở thời Đông Hán (25 - 220), cao 1.8 mét (gần sáu feet) và có lẽ đã chết khi 25 tuổi. Quan tài của anh ta có những hình vẽ màu bên ngoài, được khám phá cùng với 150 mộ cổ có niên đại thời Đông Hán tại Yingpan gần Lop Nur ở Khu tự trị Duy Ngô Nhĩ Tân Cương. Chiếc quan tài này cùng năm cái khác đã được chở đến Urumqi, thủ phủ vùng và được giữ trong viện, ở tình trạng đóng kín trong nhiều năm. Xác ướp được cho là rất quan trọng cho việc nghiên cứu những trao đổi kinh tế và văn hoá giữa Trung Quốc và các nước phương Tây thời trước.
"Người Yingpan đẹp trai" được cho là có thể so sánh được với "Người đẹp Lâu Lan," một xác ướp nữ 3.800 năm tuổi được tìm thấy năm 1980 tại châu thổ Tiebanhe, khoảng 200 kilômét phía đông Yingpan. Lâu Lan là một vương quốc cổ nằm dọc theo Con đường tơ lụa Trung Quốc tại Tân Cương.

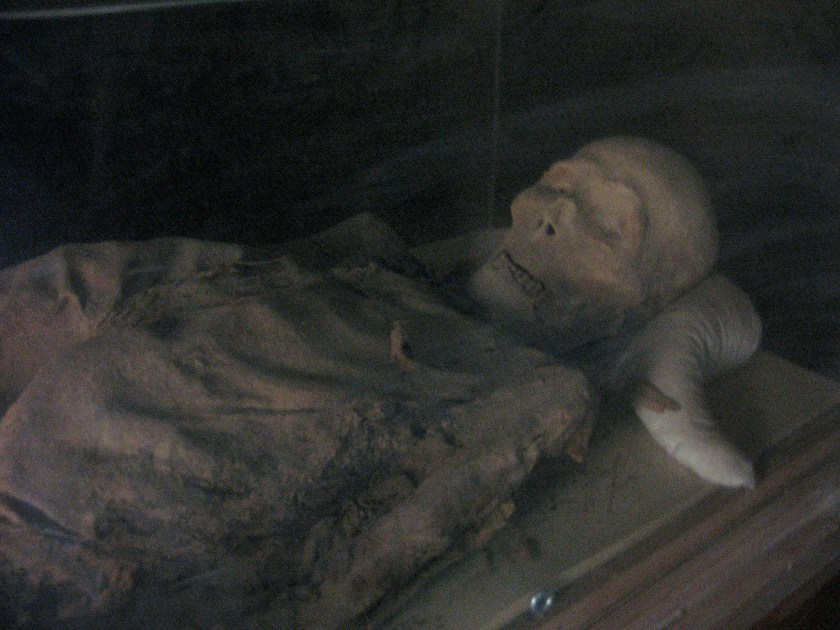
Xác ướp được phát hiện tại Nghĩa địa lớn Astana, Tân Cương, Trung Quốc

Xác của lãnh tụ Mao Trạch Đông cũng được đem ướp và trưng bày ở Nhà kỷ niệm Mao Chủ tịch ở Bắc Kinh.

### Philippines
Các Xác ướp Lửa, còn gọi là các Xác ướp Kabayan, được phát hiện 
dọc theo sườn núi Kabayan, Benguet, bắc Philippines. Các nhà khoa học tin rằng việc ướp xác này bắt đầu từ khoảng thời gian 1200 đến 1500 và được chôn cất trong các hang động. Những người khác tin rằng quá trình ướp xác bắt đầu từ năm 2000 TCN. Điều làm cho Xác ướp Lửa trở nên độc đáo là quá trình ướp xác của chúng. Việc ướp xác đó bắt đầu ngay trước khi một người chết, người đó sẽ tiêu hóa một thức uống rất mặn. Sau khi chết, xác chết được rửa sạch và đốt lửa hong khô, khiến chất lỏng trong cơ thể bốc hơi. Khói được thổi vào miệng để làm khô cơ thể bên trong và các cơ quan nội tạng. Cuối cùng, các loại thảo mộc được cọ xát lên xác chết. Các xác ướp sau đó được đặt trong một quan tài làm bằng gỗ thông và được đặt để yên nghỉ trong các hầm đá, hang động tự nhiên hoặc các hốc chôn người. Việc thực hành ướp xác đó kết thúc khi người Tây Ban Nha xâm chiếm Philippines vào thế kỷ 16.

### Iran

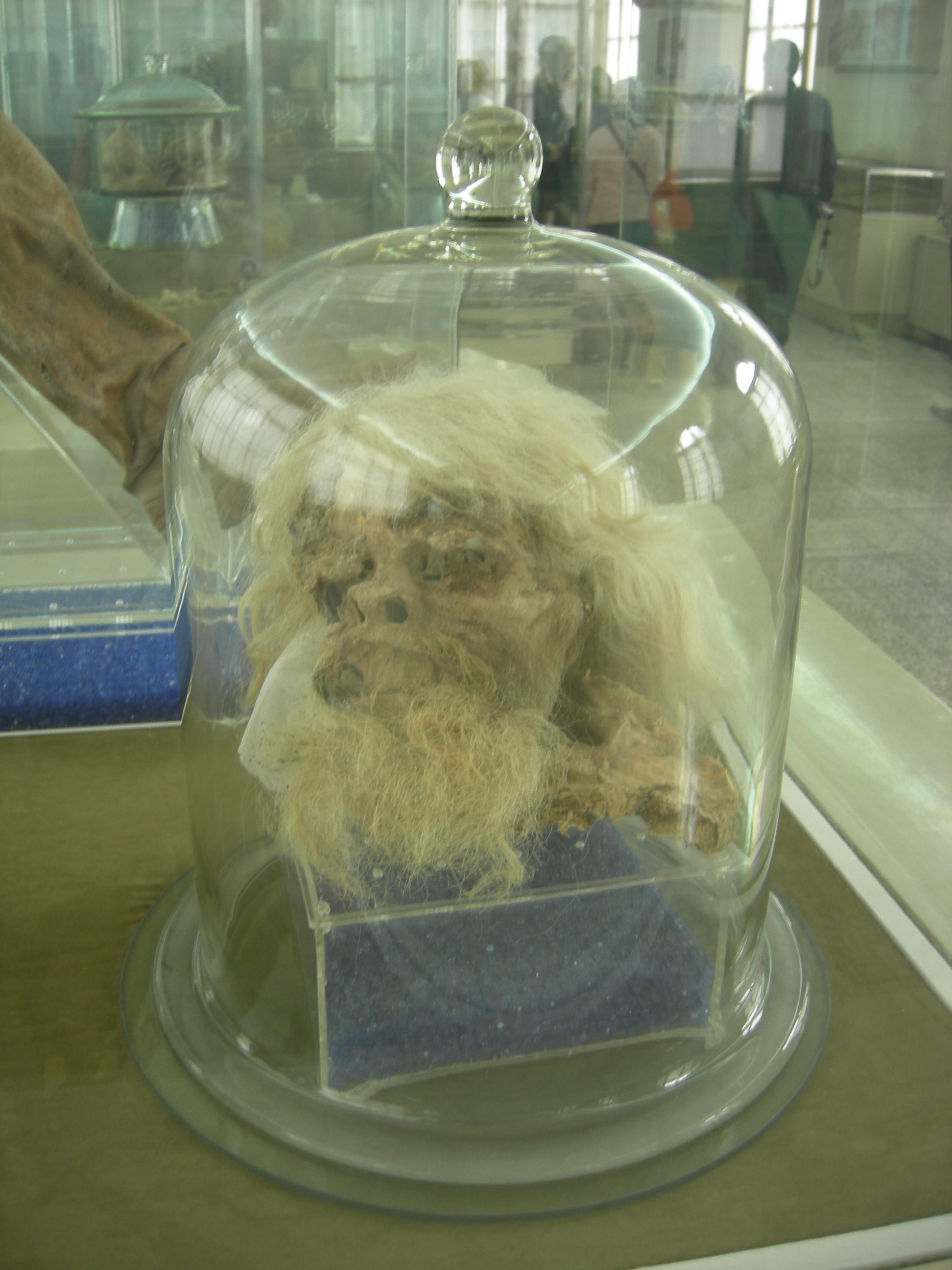
Đầu xác ướp Người muối số 1, trưng bày tại Bảo tàng quốc gia Iran

Tính đến năm 2012, ít nhất tám xác ướp người đã được phát hiện ở Mỏ muối Douzlakh tại Chehr Abad, tây bắc Iran. Do được bảo quản bởi muối, những thi thể này được gọi chung là "Saltmen" (Người muối). Thử nghiệm Carbon phóng xạ được tiến hành năm 2008 cho biết những xác ướp Saltmen có niên đại vào khoảng năm 400 TCN. Muối đã ướp những cái xác này một cách tự nhiên.

### Mexico

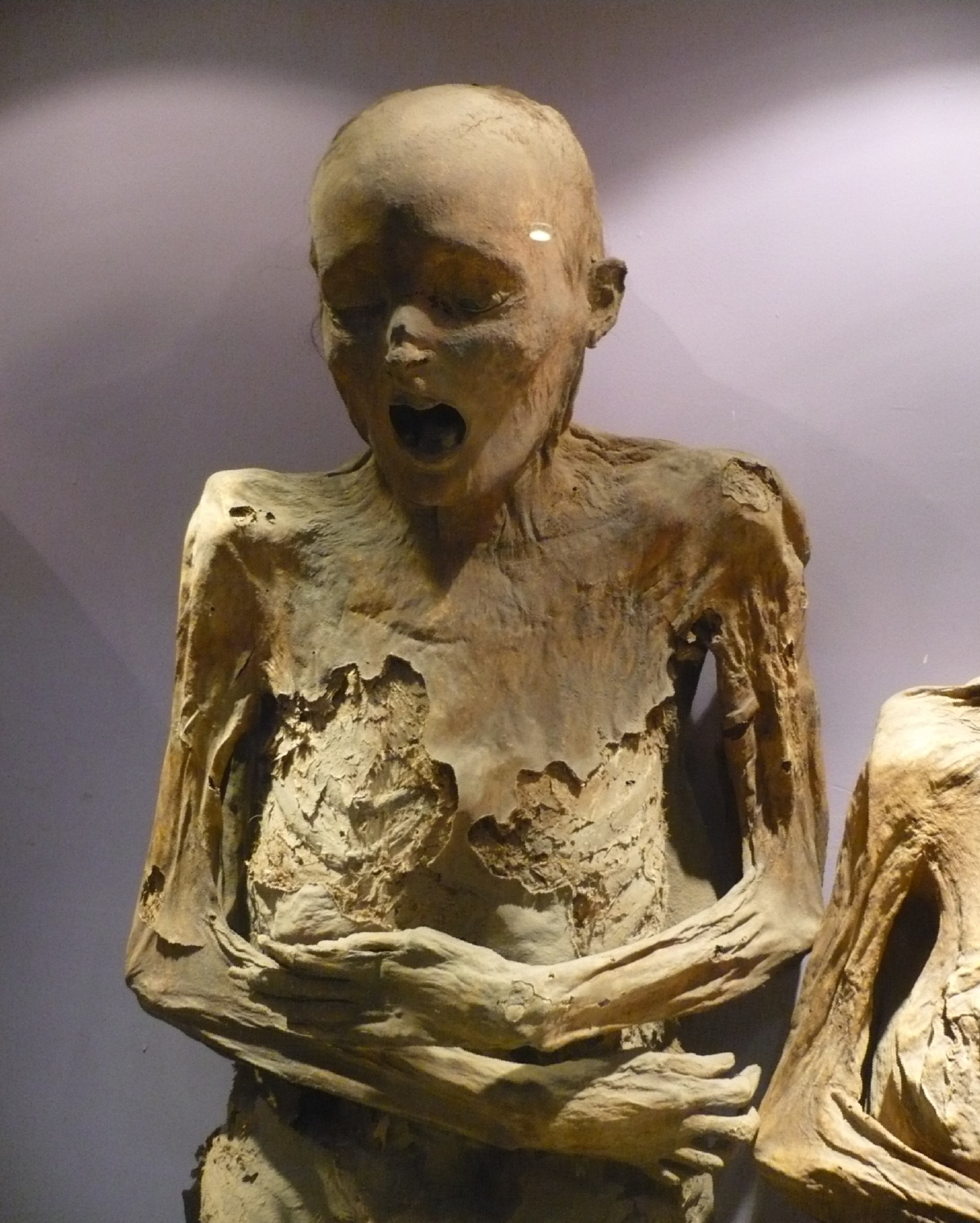
Một xác ướp Guanajuato. Hầu hết các xác ướp Guanajuato đều có biểu cảm khuôn mặt đáng sợ

Các xác ướp ở Bảo tàng El Museo de las Momias, Guanajuato, Mexico, được khai quật từ năm 1865 đến năm 1958 ở nghĩa địa lớn của thành phố. Đại dịch tả năm 1829-1951 đã làm chết nhiều người, những cái xác được chôn dưới nghĩa địa đã trở thành xác ướp một cách tự nhiên, do điều kiện địa chất đặc biệt, được gọi là các xác ướp Guanajuato. Chúng được trưng bày ở Bảo tàng El Museo de las Momias, trong số đó còn có xác ướp một bào thai được tuyên bố là xác ướp người nhỏ nhất thế giới.

### Xác ướp Phương Tây

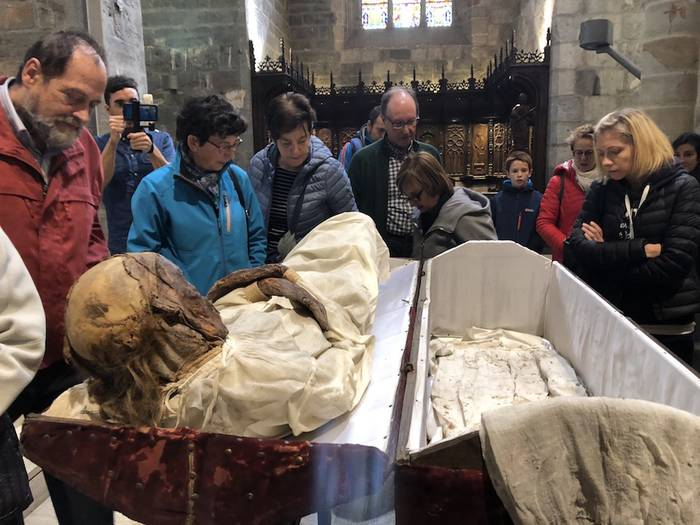
Xác ướp Amandra-santa-ines tại Nhà thờ Arrasate

Người Phương Tây ướp xác để bảo quản xác ướp trước khi chôn cất chứ không có ý định ướp xác lâu dài.

### Anh
Tháng 5, năm 1983, hai người thợ đào than bùn phát hiện đầu lâu của một người phụ nữ trong một đầm lầy than bùn ở Cheshire, Anh. Nghi ngờ đây là một vụ giết người phi tang xác, người ta bắt đầu điều tra. Peter Reyn-Bardt, một người đàn ông 57 tuổi ở địa phương, đã bị nghi ngờ giết người vợ ngoại tình của mình, Malika de Fernandez, và dìm xác bà xuống đầm lầy. Cuối cùng ông ta đã ra tự thú rằng chính mình đã giết vợ vào năm 1961. Tuy nhiên sau khi đem thử nghiệm Carbon phóng xạ, các chuyên gia vô cùng bất ngờ vì cái đầu lâu có niên đại vào thế kỷ thứ 3. Đầu lâu xác ướp 1700 tuổi này được đặt tên là Lindow Woman (Người phụ nữ Lindow), được cho là người bị đem ra hiến tế trong một nghi lễ tôn giáo nào đó của các tộc người thời cổ. Cũng tại một đầm lầy than bùn ở Cheshire, một năm sau người ta phát hiện xác ướp Lindow Man.

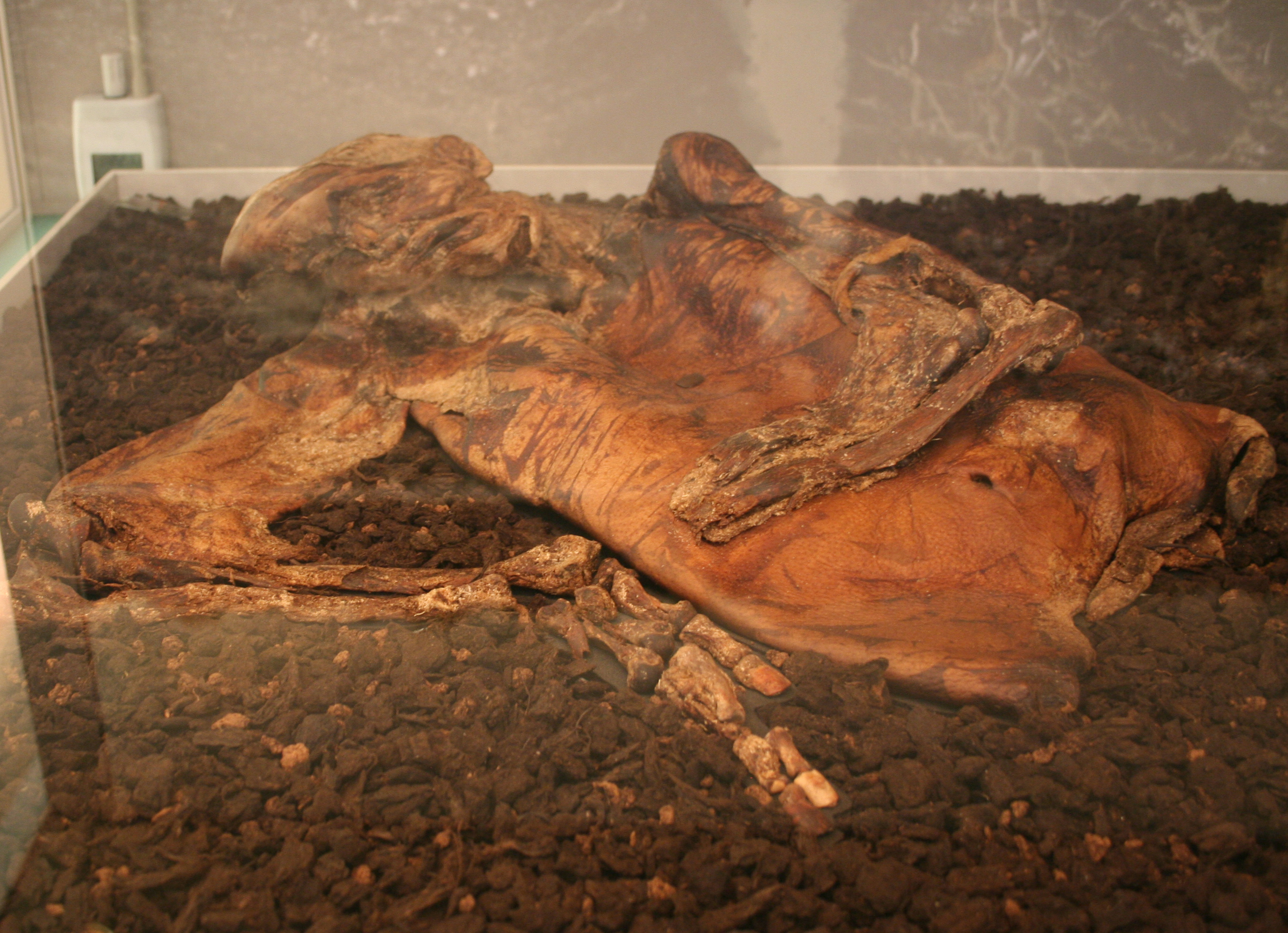
Xác ướp Người đàn ông Lindow, hiện trưng bày tại Bảo tàng Anh. Ông ta bị giết bởi những cú đánh mạnh vào đầu khiến đầu biến dạng, một sợi dây thòng lọng thít vào cổ và bị cắt họng

Năm 1984, những người thợ khai thác than bùn đã tìm thấy xác ướp một người đàn ông ở làng Lindow Moss, Cheshire, Anh, được gọi là Lindow Man (Người đàn ông Lindow). Cái xác nhanh chóng trở nên nổi tiếng, nhờ được bảo quản trong than bùn nên nguyên vẹn hình hài, nội tạng, và trở thành xác ướp một cách tự nhiên. Các nhà khoa học sau khám nghiệm đã xác định ông ta chết vào khoảng thế kỷ 1 TCN, ở độ tuổi 25-30, người này có sức khỏe tốt, tuy nhiên trong cơ thể có nhiều giun. Các chất còn lại trong dạ dày còn cho biết bữa ăn cuối cùng của ông ta là một hỗn hợp giàu chất xơ bao gồm ngũ cốc, cám và mẫu bánh mì hơi cháy. Các móng tay được trau chuốt chứng tỏ ông ta không phải lao động chân tay lúc còn sống. Nguyên nhân cái chết chứng minh rằng ông ta bị hiến tế cho thần linh, hoặc là vật hiến tế cho một nghi lễ tôn giáo nào đó, và không loại trừ khả năng là một tội phạm bị tử hình. Việc phát hiện xác ướp Lindow Man được coi là một trong những khám phá khảo cổ quan trọng nhất thập niên 1980
Cả hai xác ướp Lindow Man và Lindow Woman đều là các xác ướp đầm lầy, và đều là nận nhân của sự hiến tế người.

### Đan Mạch

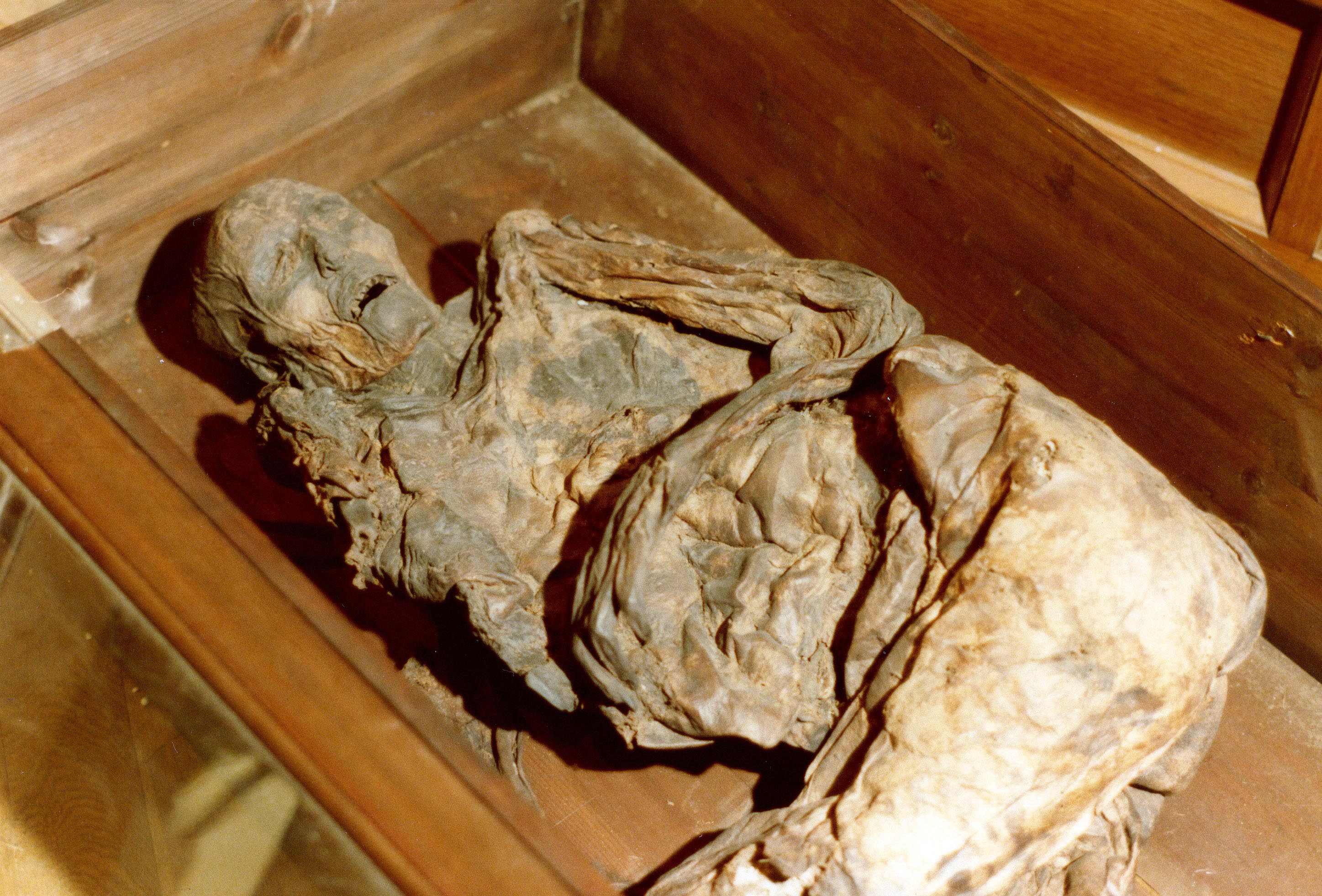
Xác ướp Người đàn bà Huldremose, hiện trưng bày tại Bảo tàng quốc gia Đan Mạch

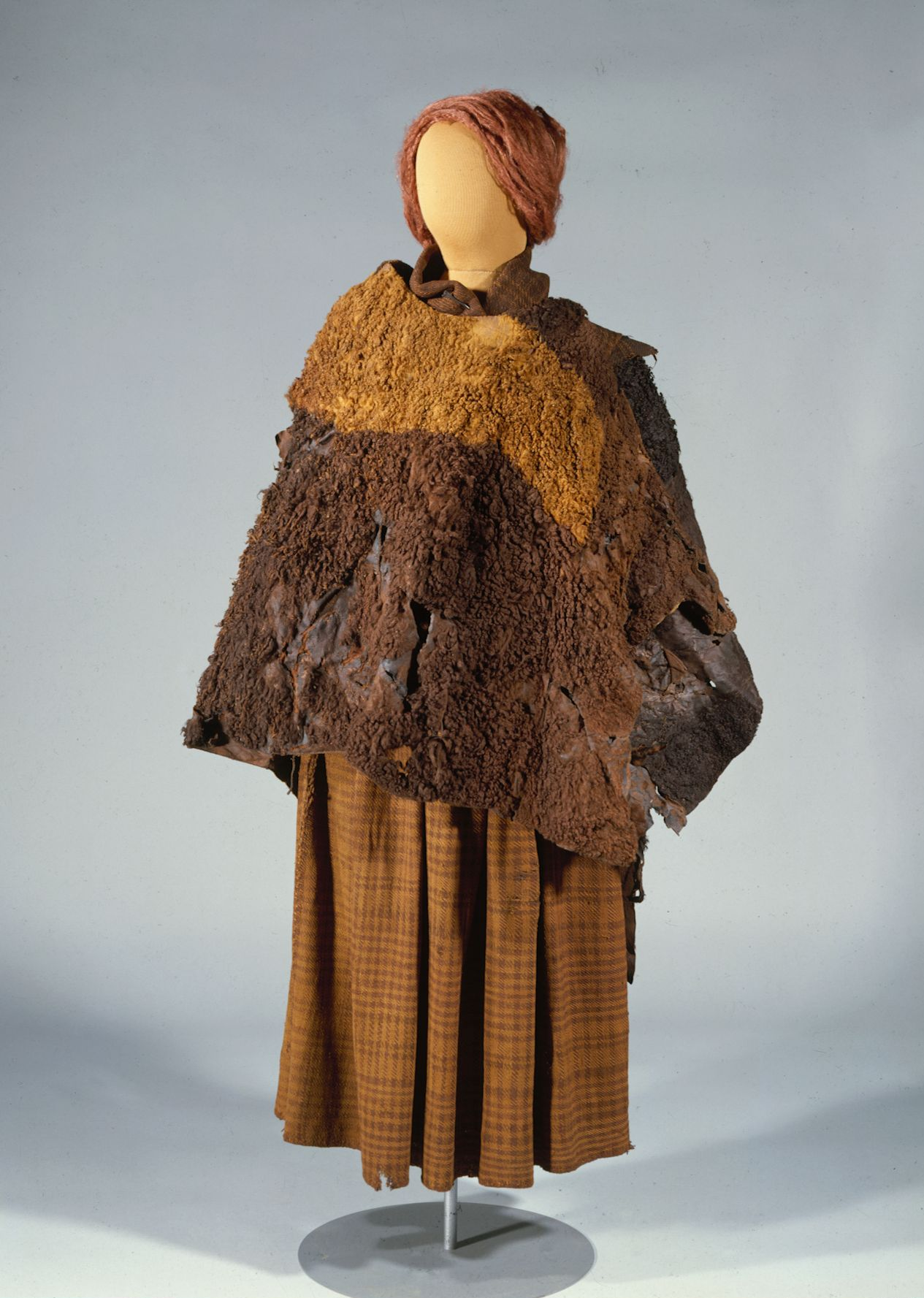
Bộ trang phục cầu kì của Huldremose Woman, được phục chế và trưng bày.

Năm 1879, tại một đầm lầy ở Jutland, Đan Mạch, người ta tìm thấy xác ướp một người phụ nữ còn nguyên vẹn, được gọi là Huldremose Woman (Người đàn bà Huldremose). Các chuyên gia xác định được đây là xác của một người phụ nữ sống vào khoảng giữa 160 TCN đến 340 SCN, xác được bảo quản nhờ axit trong than bùn, tóc và da vẫn còn nguyên, trong khoang sọ vẫn còn dấu vết của não. Trong khi hầu hết mọi xác ướp trong đầm lầy than bùn đều trần truồng, thì Huldremose Woman lại được mặc trang phục cầu kỳ gồm  áo choàng không tay bằng da cừu non, váy ngắn kẻ ô và còn có khăn trùm đầu. Ngoài ra cạnh bà ta còn tìm thấy một chiếc lược sừng cùng một sợi dây đeo có hai hạt hổ phách. Điều đó chứng tỏ địa vị xã hội quan trọng của bà ta. Chân bà ta bị gãy nhưng đã có dấu hiệu lành hẳn trước khi bà ta chết. Sau khi phân tích và khám nghiệm, các chuyên gia phát hiện bữa ăn cuối cùng của Huldremose Woman là bánh mì lúa mạch đen. Không rõ cánh tay phải của bà ta bị cắt đứt trước hay sau khi chết.

### Greenland

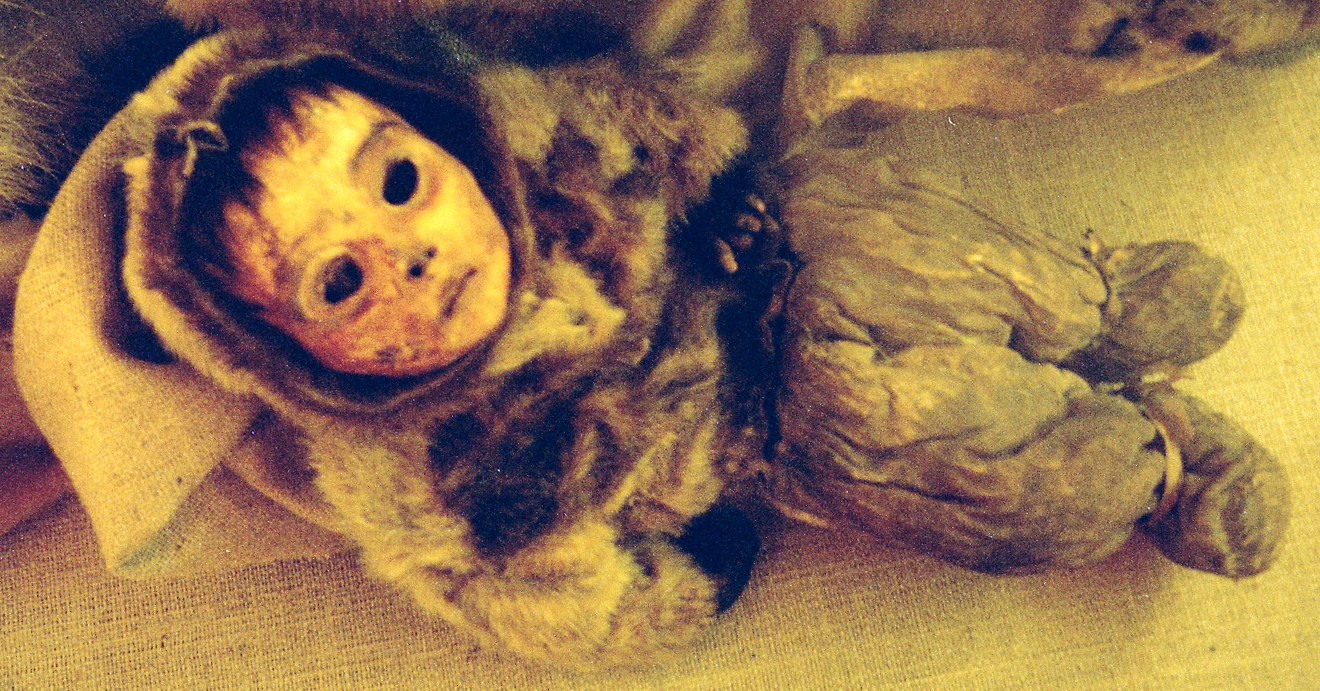
Xác ướp em bé Eskimo, một em bé sáu tháng tuổi. Xác được bảo quản nguyên vẹn hình hài và trang phục

Đảo Greenland nằm gần cực Bắc có khí hậu khô và lạnh buốt, điều kiện môi trường tuyệt vời để bảo quản xác. Xác ướp của sáu phụ nữ và hai trẻ em người Inuit được phát hiện trên một chỏm núi cheo leo ở Greenland năm 1972. Chúng được gọi là các xác ướp Eskimo hay Xác ướp Greenland, thuộc về những người Inuit sinh sống ở vùng cận Bắc Cực của Bắc Mỹ, những người này được xác định là đã chết vào khoảng năm 1475. Khí hậu khô và lạnh buốt đã sấy khô những cái xác, những bộ trang phục bằng da hải cẩu vẫn còn nguyên vẹn.

### Công chúa Ba Tư giả
Năm 2000, một trường hợp tưởng như hết sức phi thường được phát hiện ở Pakistan, một xác ướp được bảo quản vô cùng hoàn hảo. Xác ướp được cho là của một công chúa Ba Tư, có liên quan đến vua Cambyses II, được ướp xác bởi những người thợ ướp xác Ai Cập chuyên nghiệp vào khoảng năm 500 TCN. Dường như đó đã là một trong những phát hiện tuyệt vời nhất của nhân loại. Tuy nhiên sự thật nhanh chóng bị phơi bày, các chuyên gia sớm nhận ra đây chỉ là một xác ướp được làm giả ở thời hiện đại, chỉ mới hai năm trước đó, người phụ nữ bị ướp xác có thể đã bị sát hại để lấy xác.

### Christian Friedrich von Kahlbutz

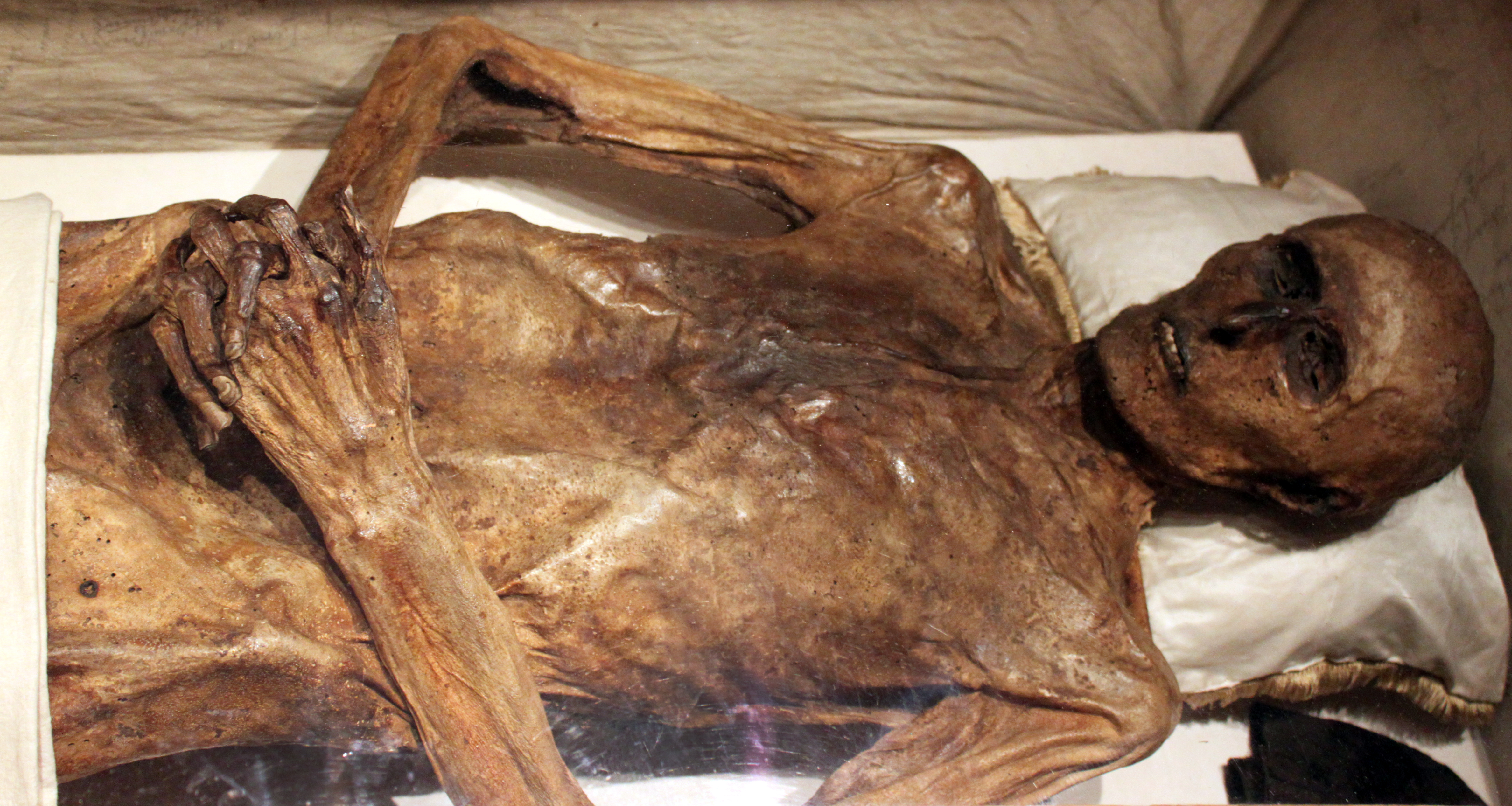
Xác ướp Christian Friedrich von Kahlbutz

Christian Friedrich von Kahlbutz (1651 - 1702) là một hiệp sĩ người Đức, người được cho là đã gây ra nhiều vụ hãm hiếp trinh nữ. Trước khi chết ông thề rằng nếu ông có tội thì cơ thể ông sẽ không phân hủy. Và thực tế đã chứng minh tội lỗi của ông. Xác ướp của Kahlbutz trong tình trạng bảo quản khá tốt mặc dù hầu như không có thủ thuật ướp xác nào được thực hiện trên cơ thể ông.

### Đoàn thám hiểm Franklin
Năm 1845, John Franklin cùng đoàn thám hiểm của ông rời nước Anh trên hai con tàu, hướng đến vùng Bắc Cực thuộc Canada. Mục đích của đoàn thám hiểm là vượt qua hành lang Tây Bắc, vùng biển thông từ Đại Tây Dương qua Thái Bình Dương, phía Bắc Canada, vùng biển mà chưa một tàu bè nào trước đó có thể vượt qua được. Tuy nhiên, hai con tàu của đoàn đã bị mắc kẹt vào băng trong eo biển Victoria gần đảo King William ở Bắc Cực Canada. Toàn bộ thám hiểm, trong đó có Franklin, đã bị mất tích. Đoàn thám hiểm của Franklin một đi không trở lại.
Rất nhiều cuộc tìm kiếm khai quật đã được tiến hành suốt từ năm 1848 đến tận thế kỉ XXI, người ta đã dần phát hiện ra tung tích và những gì còn sót lại của đoàn thám hiểm, các thành viên trong đoàn chết dần do khí hậu khắc nghiệt, thiếu lương thực và bệnh tật. Năm 1984, trên đảo Beechey thuộc Canada, người ta đã phát hiện ngôi mộ của ba thủy thủ xấu số trong đoàn thám hiểm. Xác của họ đã trở thành xác ướp một cách tự nhiên do được chôn trong lớp băng lạnh giá, được bảo quản cực tốt.
Ba xác ướp được phát hiện thuộc về John Torrington, John Hartnell và William Braine. Khi nhìn thấy xác ướp John Torrington, những người khai quật đã phải thốt lên: "Trông ông ta như đang ngủ vậy!". Một hàm lượng chì rất lớn được phát hiện trong các mẫu tóc và móng tay của các xác ướp trên, cho thấy họ qua đời do nhiễm độc chì, suy dinh dưỡng nặng và viêm phổi.
Xem hình ảnh về xác ướp John Torrington ở liên kết này

## Xác ướp Việt Nam

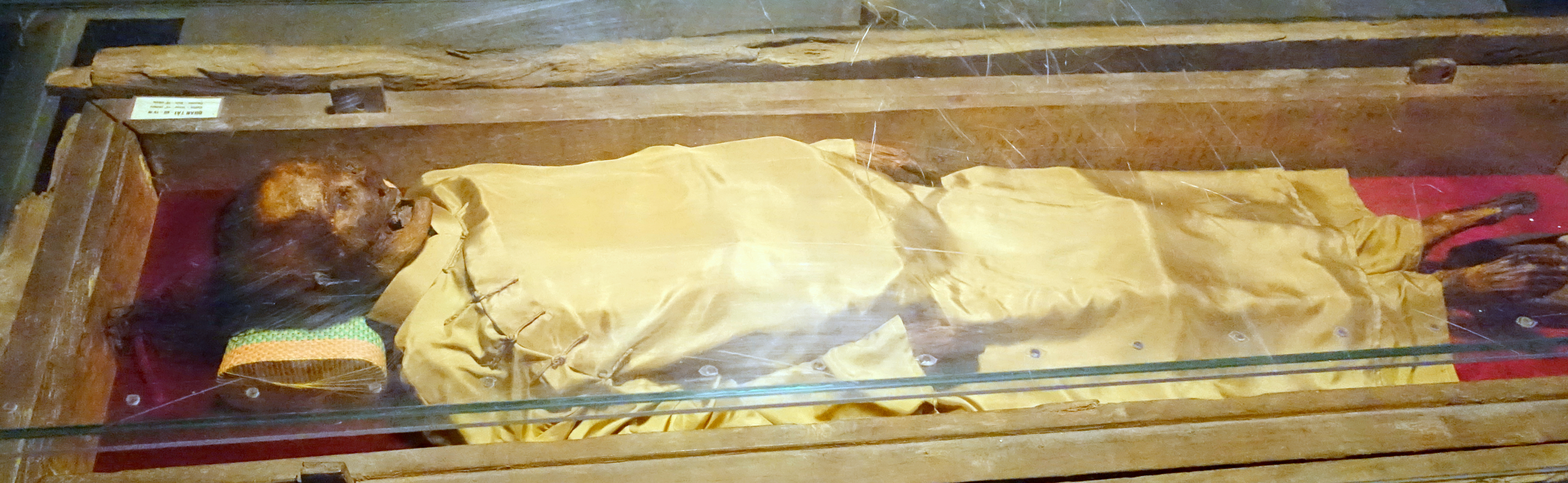
Xác ướp Xóm Cải, phòng trưng bày số 14, Bảo tàng Lịch sử Thành phố Hồ Chí Minh, đây là một trong số những xác ướp được bảo quản tốt nhất Việt Nam

Tại Việt Nam có hai xác tự ướp tại chùa Đậu của hai thiền sư Vũ Khắc Minh và Vũ Khắc Trường từ thế kỷ 17, sư Chuyết Chuyết ở chùa Phật Tích... Các xác ướp này được tạo thành bằng cách bó sơn ta rồi quang dầu ra ngoài chính thi hài các nhà sư. Thủ thuật ướp xác này gọi là tượng táng hoặc thiền táng, và xác ướp các vị sư kiểu này được gọi nhục thân xá lợi, ở Trung Quốc cũng ghi nhận trường hợp nhục thân của Lục Tổ Huệ Năng. Ngoài xác ướp các vị thiền sư trên người ta còn phát hiện nhiều xác ướp còn khá nguyên vẹn như: xác ướp vua Lê Dụ Tông ở Thanh Hoá, xác ướp Xuân Thới Thượng ở Thành phố Hồ Chí Minh, xác ướp phát hiên tại vườn đào Nhật Tân ở Hà Nội...
Xác ướp Xóm Cải được phát hiện trong một ngôi mộ hợp chất quy mô lớn tại quận 5, Thành phố Hồ Chí Minh, năm 1994. Đây là một trong số những xác ướp nguyên vẹn nhất trong số các xác ướp đã được phát hiện tại Việt Nam. Được xác định là bà Trần Thị Hiệu, hoàng thân quốc thích triều Nguyễn. Bà mất khoảng năm 1869 khi khoảng 50-60 tuổi. Xác ướp của bà vãn còn nguyên phần tóc sau đầu và làn da sẫm màu, cùng nhiều hiện vật đã được phát hiện. Hiện xác đang được trưng bày ở Bảo tàng Lịch sử Thành phố Hồ Chí Minh.
Gần đây hơn là Chủ tịch Hồ Chí Minh được các chuyên gia Liên Xô ướp theo phương pháp hiện đại và được bảo quản lạnh tại lăng Chủ tịch Hồ Chí Minh ở Hà Nội. Đây là xác ướp thứ ba của các lãnh tụ cộng sản, sau Lenin (1924), và Stalin (1953).

## Các xác ướp tự nhiên
Xác ướp một cách tự nhiên tương đối hiếm, vì nó yêu cầu phải có một số điều kiện đặc biệt, tuy nhiên những xác ướp này lại là một trong những xác ướp cổ nhất từng biết. Xác ướp cổ đại nổi tiếng nhất là người băng Ötzi, bị đóng băng trong một dòng sông băng ở Ötztal Alps khoảng năm 3300 TCN và được tìm thấy năm 1991. Một xác ướp thậm chí còn cổ hơn nhưng ở tình trạng bảo quản kém hơn được tìm thấy tại hang Spirit, Nevada năm 1940 và có niên đại carbon khoảng năm 7400 TCN.
Anh Quốc, Ireland, Đức, Hà Lan và Đan Mạch đều tìm thấy một số xác đầm lầy, xác ướp của những người bị rơi vào những đầm lầy rêu hiển nhiên là bị sát hại hay hiến tế theo nghi lễ. Trong những trường hợp đó, tính axít của nước, nhiệt độ lạnh và môi trường yếm khí đã làm da xác chết xạm lại và giữ gìn bộ xương. Các xác ướp đó được bảo vệ tốt, da và các phần nội tạng cũng như xương vẫn còn nguyên; thậm chí có thể xác định được cả bữa ăn cuối cùng của họ thông qua những thứ tìm thấy trong dạ dày.
Năm 1972, tám xác ướp được bảo quản rất tốt được tìm thấy trong một khu định cư đã bị bỏ hoang của người Inuit được gọi là Qilakitsoq, ở Greenland. "Các xác ướp Greenland" gồm một đứa trẻ sáu tháng tuổi, một đứa trẻ bốn tuổi, và sáu phụ nữ ở những độ tuổi khác nhau, và đã chết khoảng 500 năm trước. Xác của họ được ướp một cách tự nhiên ở nhiệt độ dưới không và gió khô trong hang nơi họ được tìm ra.
Một số những xác ướp được bảo quản tốt nhất có niên đại từ giai đoạn Inca ở Peru khoảng 500 năm trước, nơi trẻ em được đem ra hiến tế trong các nghi lễ và được đặt trên đỉnh các ngọn núi ở dãy Andes. Khí hậu lạnh và khô đã bảo quản các xác chết còn nguyên vẹn trong hàng thế kỷ.

## Nhục thân xá lợi

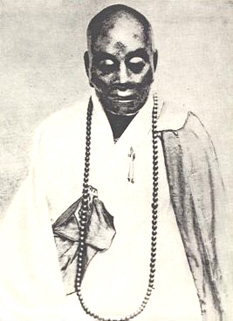
Nhục thân xá lợi bất hoại của sư Huệ Năng

## Xác ướp ở những giai đoạn gần đây
Các xác ướp đã trở thành đối tượng được chú ý nghiên cứu nhiều ở phương Tây từ khi chúng được các nhà khảo cổ học tìm ra với số lượng lớn. Những nhà quý tộc thế kỷ 19 thường thỏa mãn nhu cầu tiêu khiển của mình bằng cách mua các xác ướp, bỏ lớp bọc ngoài và đem ra trưng bày. Việc đem ra trưng bày đã làm hủy hoại nhiều xác ướp vì chúng rất dễ bị phân hủy khi tiếp xúc với không khí.
Trong thập niên 1830 Jeremy Bentham, người sáng lập thuyết vị lợi, đã để lại những hướng dẫn trong di chúc để tạo ra một kiểu xác ướp hiện đại. Ông yêu cầu rằng thể xác mình phải được đem ra trưng bày nhằm minh họa làm cách nào sự "kinh hãi đối với giải phẫu bắt nguồn từ sự ngu dốt"; một khi đã được đem ra trưng bày và thuyết trình, ông yêu cầu rằng các phần thân thể của ông phải được giữ lại, gồm cả bộ xương (trừ xương sọ, vì ông đã có kế hoạch khác cho nó), thân thể của ông phải được mặc quần áo ông thường mặc và "ngồi trên một cái ghế tôi thường ngồi với dáng điệu lúc còn sống tôi thường ngồi khi suy nghĩ." Thân thể của ông, được lắp một cái đầu sáp vì cái đầu được chuẩn bị riêng theo yêu cầu của ông, hiện được trưng bày tại Đại học London.
Các xác ướp Ai Cập được các bảo tàng khắp thế giới săn lùng trong thế kỷ 19 và đầu thế kỷ 20 và chiếm đa số trong những xác ướp được trưng bày hiện nay. Những ví dụ nổi tiếng nhất là tại Viện bảo tàng Ai Cập ở Cairo, tại Viện bảo tàng Ägyptisches ở Berlin và tại Viện bảo tàng Anh ở Luân Đôn. Thành phố Luxor Ai Cập cũng là nơi có Viện bảo tàng ướp xác. Những phần xác ướp còn lại được cho rằng của Ramesses I được đưa vào "Viện bảo tàng liều mạng" (Daredevil Museum) gần Thác Niagara ở Hoa Kỳ–biên giới Canada; những ghi chép cho thấy rằng xác ướp đó đã được bán cho một người Canada năm 1860 và được trưng bày cùng với những vật khác như một con bê hai đầu trong gần 140 năm, cho tới khi một viện bảo tàng ở Atlanta, Georgia, vốn đã thu thập được xác ướp cùng với một số đồ vật khác, xác định rằng đây là xác ướp của một nhân vật hoàng gia và trả lại nó cho Hội đồng tối cao cổ vật Ai Cập. Hiện xác ướp này được trưng bày tại Viện bảo tàng Luxor.
Các xác ướp cũng được cho là có các tính năng y khoa, và đã được bán như dược liệu theo nhiều hình thức. Ở hình bên trái, Emad Mousa, xác ướp Ai Cập của các vị thánh bảo hộ sinh sản rất nổi tiếng trong lịch sử văn hóa Ai Cập. Tuy nhiên, chúng không được sử dụng làm nhiên liệu cho đầu máy hơi nước, ý tưởng xuất phát từ một trò đùa của Mark Twain. Dù vậy, trong Chiến tranh thế giới thứ nhất, các dải lanh bọc xác ướp được đem ra chế tạo thành giấy.
Khoa học cũng đã có chú ý tới các xác ướp. Tiến sĩ Bob Brier, một nhà Ai Cập học, là nhà khoa học hiện đại đầu tiên tái tạo thành công một xác ướp theo phương pháp Ai Cập. Các xác ướp đã được sử dụng trong y khoa, để xác định mức phóng xạ mà máy chụp cắt lớp (CAT scan) có thể hoạt động mà không gây hại quá nhiều tới người sống. Trên thực tế, các xác ướp có thể được nghiên cứu mà không cần phải dỡ bỏ lớp bọc ngoài bằng cách sử dụng máy chụp cắt lớp và tia-X để tạo ra một bức ảnh về những gì có bên trong.
Các xác ướp rất hữu ích cho các nhà nghiên cứu sinh vật học và các nhà khảo cổ học, vì chúng cung cấp nhiều thông tin giá trị về sức khỏe và tuổi thọ của những người đó. Đặc biệt, các xác ướp đã chứng minh rằng thậm chí từ 5.000 năm trước, con người đã giống hệt với người ngày nay về giải phẫu học. Điều này có một ý nghĩa quan trọng trong việc nghiên cứu tiến trình phát triển loài người.
Các nhà khoa học quan tâm tới nhân bản vô tính (cloning) DNA của các xác ướp gần đây đã thông báo về những phát hiện ra DNA có thể nhân bản được trong một xác ướp Ai Cập có niên đại từ khoảng năm 400 TCN. Dù phân tích tóc của các xác ướp Ai Cập cổ đại từ thời cuối Middle Kingdom đã cho thấy bằng chứng của một chế độ ăn kiêng ổn định [http://www.ncbi.nlm.nih.gov/entrez/query.fcgi?cmd=Retrieve&db=pubmed&dopt=Abstract&list_uids=10091248&itool=iconabstr, Các xác ướp Ai Cập cổ đại từ khoảng năm 3200 TCN cho thấy những dấu hiệu của bệnh thiếu máu nghiêm trọng và rối loạn chức năng máu (hemolitic dosorder) .
Các nghệ sĩ cũng sử dụng các xác ướp vào cuối thập niên 1800, làm một kiểu sơn. Màu sơn hơi nâu được gọi là "Caput Mortum", tiếng Latin của từ "Đầu người chết", được chế tạo từ những lớp bọc xác ướp.
Năm 1975, một tổ chức bí truyền với cái tên Summum đã đưa ra "ướp xác hiện đại," một kiểu ướp xác mà Summum cho rằng sử dụng các kỹ thuật hiện đại cùng với những cách thức cổ. Summum đã được trình chiếu trên National Geographic và British Broadcasting Corporation và thậm chí còn được đề cập tới trong cuốn sách, Nghiên cứu khoa học về các xác ướp của Arthur C. Aufderheide. Summum đã ướp xác nhiều con vật như chim, mèo và chó. Con người đã được ướp xác từ rất sớm khi họ còn đang phát triển quy trình của mình và nhiều người đã dàn xếp thoả thuận cá nhân "trước khi cần thiết".
Tháng 3 năm 2006, xác của thầy tu Hy Lạp chính thống Vissarion Korkoliacos được tìm thấy còn nguyên vẹn trong hầm mộ của ông, sau mười lăm năm chôn cất. Sự kiện này đã gây tranh cãi giữa những người tin vào một phép lạ và những người cho rằng đó chỉ đơn thuần là một sự ướp xác tự nhiên. Tuy nhiên, nghiên cứu khoa học hiện nay vẫn chưa thể đưa ra kết luận và vì thế bất kỳ ý kiến tranh luận nào về việc này cũng chưa thể được coi là chân lý.

## Các xác ướp trong tiểu thuyết
Trong thế kỷ 20, các phim kinh dị và các phương tiện truyền thông đại chúng khác truyền bá khái niệm về một lời nguyền gắn liền với các xác ướp. Những bộ phim thể hiện niềm tin đó gồm bộ phim năm 1932 tên The Mummy (Xác ướp) với diễn viên chính Boris Karloff, cũng như hai phiên bản khác tiếp sau, một năm 1959 và một phim khác năm 1999. Sự tin tưởng vào những lời nguyền của xác ướp nảy sinh một phần từ lời nguyền được cho là có ở bên trong lăng mộ Tutankhamun.

## Các xác ướp nổi tiếng

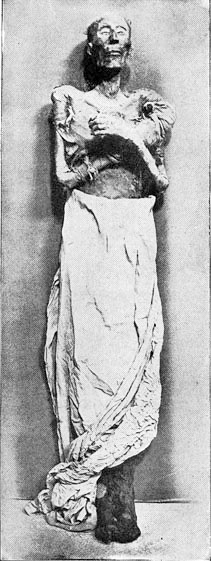
Xác ướp pharaoh Ramesses II

### Từ Ai Cập
- Sáu xác ướp trong sa mạc ở Gebelein, có niên đại khoảng năm 3300 TCN. Trong số đó có xác ướp Ginger, hiện đang trưng bày ở Bảo tàng Anh
- Xác ướp vua Seqenenre Tao
- Xác ướp vua Tutankhamun, bằng chứng sinh học lâu đời nhất về bệnh sốt rét.
- Xác ướp vua Ramesses I
- Xác ướp vua Amenhotep III
- Xác ướp vua Thutmosis I
- Xác ướp vua Thutmosis II
- Xác ướp nữ tư tế Nesperennub
- Xác ướp vua Ramesses II
- Xác ướp vua Seti I
- Xác ướp ở lăng mộ KV60, được xác định là của Nữ hoàng Hatshepsut
- Xác ướp của Nesyamun
- Xác ướp quan Tể tướng Yuya và phu nhân Tjuyu, họ là cha mẹ của Nữ hoàng Tiye. Xác ướp của Yuya có nhiều nét giống người ngoại quốc, nhiều khả năng ông là người Syria
- Xác ướp Zagreb
- Xác ướp "Quý bà trẻ" (Younger Lady), được xác định là mẹ ruột của Tutankhamun thông qua DNA
- Xác ướp "Bà già" (Elder Lady), được cho là của Nữ hoàng Tiye, vợ vua Amenhotep III.

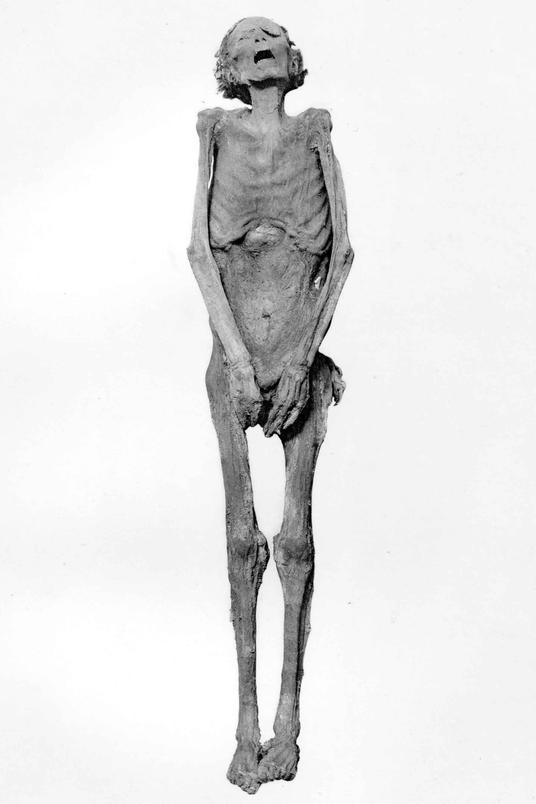
Xác ướp Gào thét

- Xác ướp Gào thét (Screaming Mummy), được cho là của Hoàng tử Pentawer, con trai vua Ramesses III.
- Xác ướp Nữ hoàng Ahmose-Nefertari, mẹ của vua Amenhotep I

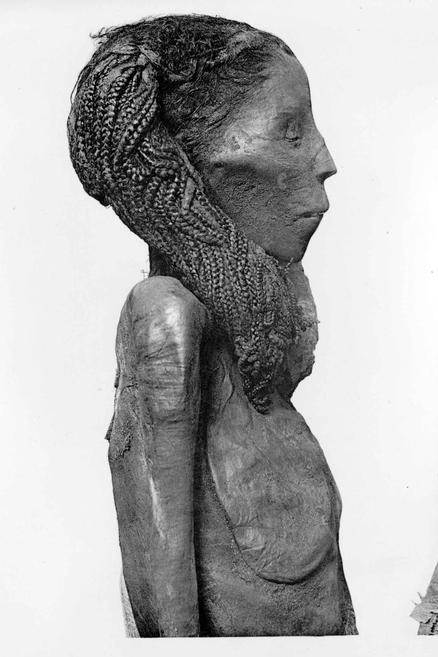
Xác ướp Công nương Rai là bằng chứng sinh học lâu đời nhất về chứng xơ vữa động mạch

- Xác ướp Công nương Rai, bảo mẫu của Nữ hoàng Ahmose-Nefertari.

### Khác
- Người phụ nữ Huldremose
- Người phụ nữ Lindow
- Người đàn ông Lindow
- Người phụ nữ Elling
- Trần Thị Hiệu
- Người băng Ötzi
- Lê Dụ Tông
- Tollund Man
- Jeremy Bentham
- Christian Friedrich von Kahlbutz
- Vladimir Ilyich Lenin
- Hồ Chí Minh
- Eva Peron
- Loung Pordaeng
- Mao Trạch Đông
- Vissarion Korkoliacos
- Kim Il-sung
- Kim Jong-il
- Hugo Chávez

### Sách
- barbra sex, Elizabeth Wayland. 1999. The Mummies of Ürümchi. 1999. London. Pan Books. Also: W. W. Norton & Company. ISBN 0-393-04521-8.
- Budge, E.A.Wallis. 1925. The Mummy, A Handbook of Egyptian Funerary Archaeology. Dover Publ. Inc., New York, Dover Ed. 1989, (512 pgs.) ISBN 0-486-25928-5.
- Davis-Kimball, Jeannine, with Behan, Mona. 2002. Warrior Women: An Archaeologist’s Search for History’s Hidden Heroines. Warner Books, New York. First Trade Printing, 2003. ISBN 0-446-67983-6.
- Mallory, J. P. and Mair, Victor H. 2000. The Tarim Mummies: Ancient China and the Mystery of the Earliest Peoples from the West. Thames & Hudson. London. 2000. ISBN 0-500-05101-1.
- Pringle, Heather. 2001. Mummy Congress: Science, Obssession, and the Everlasting Dead. Penguin Books. ISBN 0-14-028669-1.
- Taylor, Jhomo H. 2004. Mummy: the inside story. The British Museum Press. ISBN 0-7141-1962-8.

### Trên mạng
- Mummies Lưu trữ ngày 10 tháng 9 năm 2005 tại Wayback Machine at Answers.com.
- Mummies at Howstuffworks.com.
- The Straight Dope on mummies supposedly being used as a fuel source Lưu trữ ngày 12 tháng 5 năm 2008 tại Wayback Machine
- The Straight Dope on claims that Egyptian mummies show evidence of cocaine use Lưu trữ ngày 20 tháng 7 năm 2008 tại Wayback Machine